# Křížové výpravy

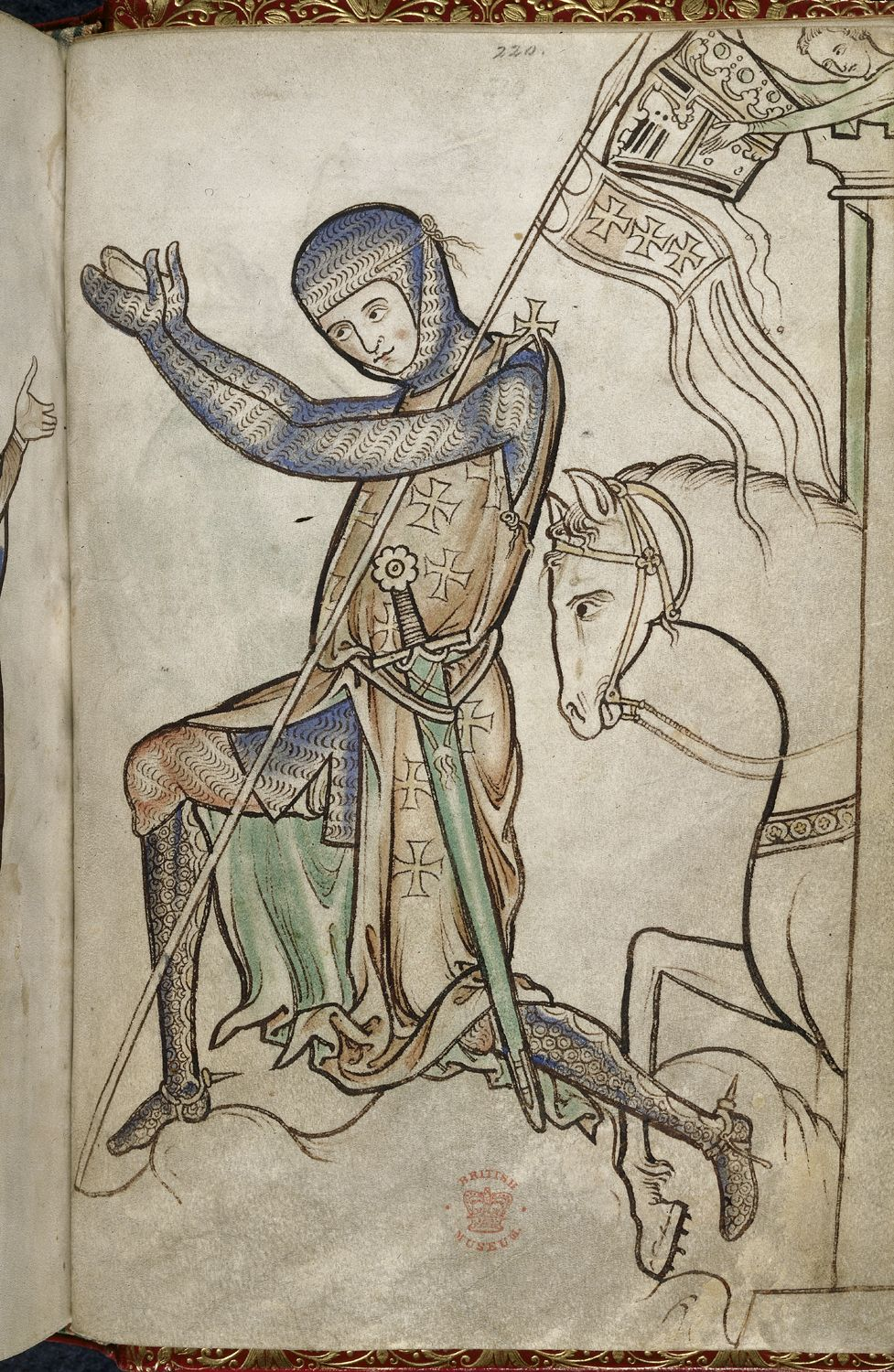
Modlící se křižácký rytíř na dobové miniatuře (BL MS Royal 2A XXII f. 220)

Křížové výpravy, starším výrazem kruciáty, byly vojenské výpravy z dob středověku, které vyhlašoval papež proti muslimům, pohanům a kacířům. Dřívější definice historiků tyto výpravy omezovala pouze na výpravy k Jeruzalému, dnes se však význam kruciát přenesl na všechny papežem vyhlášené války proti nepřátelům křesťanstva. Účastníci před zahájením výpravy skládali slib a byli označeni znamením kříže, které si našívali na šaty, a proto se nazývali křižáci (latinsky crucesignati).
Papežové, kteří křížové výpravy vyhlašovali, povzbuzovali křižáky příslibem velkého duchovního prospěchu, který z účasti plyne. Již při vyhlášení první křížové výpravy odpustil papež křižákům, kteří se z pravé pobožnosti zbraně chopili, všechny kanonické tresty za jejich hříchy a dodával všem, kteří na výpravě zahynou, naději, že dosáhnou odpuštění hříchů a věčného spasení.
První křížovou výpravu vyhlásil papež Urban II. roku 1095. Jejím cílem byla obrana života křesťanských poutníků a palestinských křesťanů, které Turci (po vytlačení Muslimských Arabů z Palestiny roku 1071) zajímali, prodávali do otroctví, týrali či vraždili. To se výpravě, složené především z francouzských a normanských rytířů, nakonec podařilo, a ve Svaté zemi tak Evropané založili křižácké státy, které se zde udržely téměř dvě stě let. Původním cílem výprav proti muslimům bylo osvobození Božího hrobu v Jeruzalémě, pozdější tažení však mířila i jinam. Šlo především o Egypt a Řecko, kde účastníci čtvrté křížové výpravy dobyli značnou část Byzantské říše a založili křižácké státy. Papež Innocenc III. však tento akt ostře odsoudil a zakázal násilnou rekatolizaci pravoslavných Řeků. Další křížová tažení mířila do Pobaltí a Skandinávie, kde zvláště němečtí a švédští křižáci bojovali proti pohanským Prusům, Slovanům a Finům. Řád německých rytířů na břehu Baltského moře založil svůj stát Prusy.
Po pádu posledního křižáckého města v Palestině již žádný papež vojenskou akci k osvobození Jeruzaléma nevyhlásil. Křížové výpravy na evropském kontinentu však pokračovaly. Kromě tažení proti pohanům to byly války proti křesťanským kacířům, z nichž největší byly výpravy proti jihofrancouzským katarům a proti českým husitům. Poslední kruciátu se bezúspěšně snažil zorganizovat počátkem 16. století Lev X. proti osmanským Turkům.

## Výpravy proti muslimům

### Pozadí

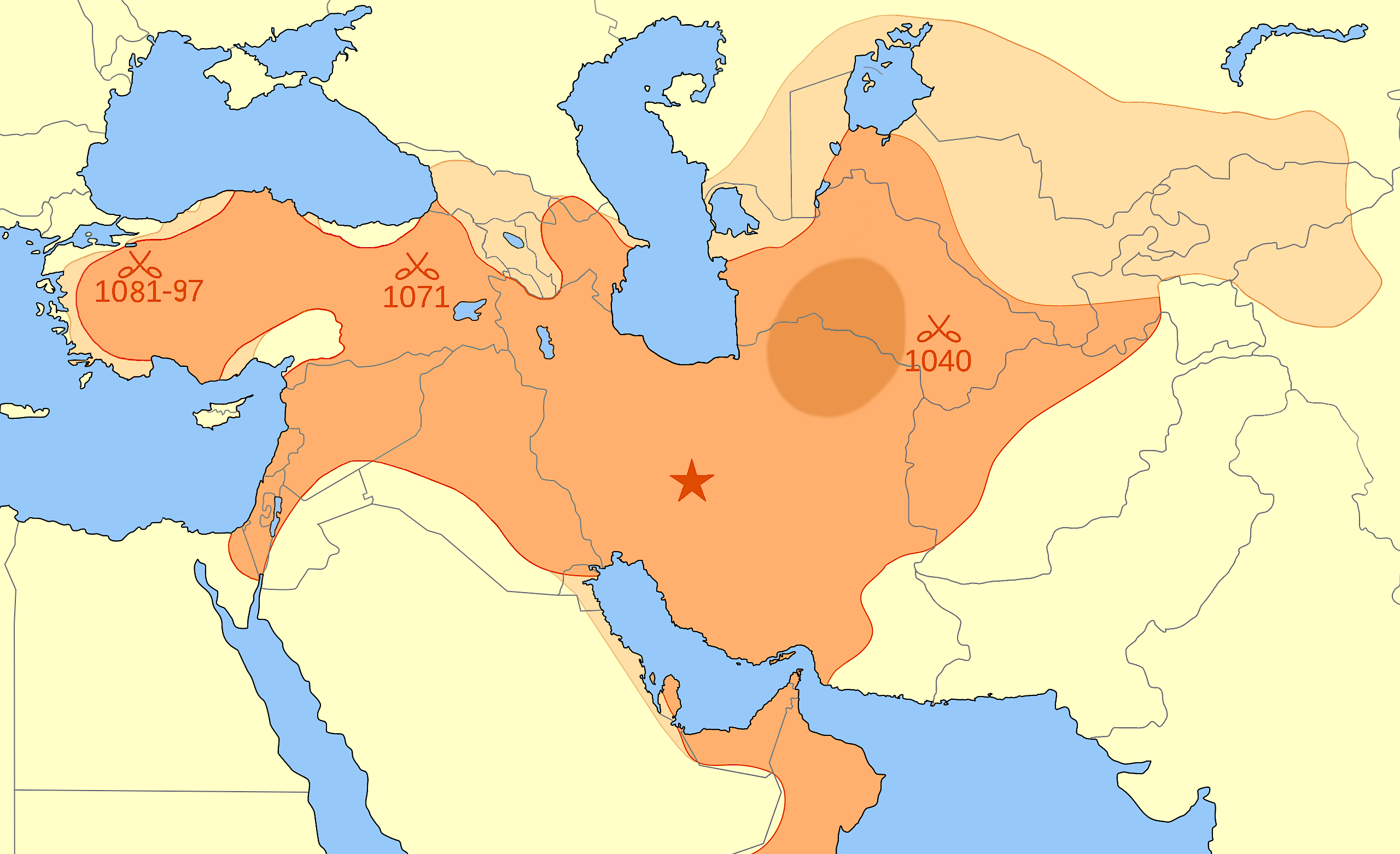
Území ovládané Seldžuky v době smrti sultána Malikšáha (1092)

V polovině 11. století na Blízký východ začaly pronikat ze střední Asie kočovné turecké kmeny a začaly povážlivě ohrožovat byzantskou moc v Anatolii. Byzantský císař Roman IV. Diogenes se rozhodl s Turky utkat v otevřené bitvě, ale byl v srpnu roku 1071 poražen u Mantzikertu. Turci postupně obsadili Sýrii, Palestinu a téměř celou Malou Asii. Roku 1087 dobyli také Jeruzalém, dosud ovládaný šíitskými Fátimovci. Přestože byla křesťanská církev rozdělena schizmatem, zrodila se zde myšlenka pomoci východním křesťanům.
Byzantský císař Alexios I. toužil získat nazpět území dobytá Seldžuky s pomocí evropských žoldnéřů. Snažil se tedy zlepšit vztahy mezi východní a západní církví a vedl čilou diplomatickou korespondenci s papežem Urbanem II. Papež v době boje o investituru s císařem Svaté říše římské Jindřichem IV. také neměl zájem prohlubovat spory s ortodoxní Byzancí a vyhlášením kruciáty ukázal, že papež je ten, kdo řídí západní křesťanstvo a nikoli císař Svaté říše římské.
Roku 1095 byl Jeruzalém napaden Araby z Egypta, kteří město vydrancovali, muslimy pobili a zbylé křesťanské obyvatelstvo vyhnali.
V západní Evropě 11. století mezitím začal pod vlivem clunyjské reformy a zintenzívnění náboženského života růst zájem o svatá místa, především o Jeruzalém, Řím a Compostelu. Tento zájem vycházel mimo jiné z intenzivnějšího eschatologického očekávání konce světa a z pocitu viny, že Boží hrob, pro křesťany místo Ježíšova vzkříšení, zůstává v rukou muslimů, kteří navíc poutníky ve Svaté zemi ohrožují. Postupně se prosadilo přesvědčení, že ofenzivní boj za získání svatých míst a s tím související zajištění ochrany křesťanských poutníků je spravedlivý a měl by se stát povinností každého rytíře. Ve druhé polovině 11. století se iniciativy ujali papežové. Formování ideologie křížových výprav podpořil zvláště papež Řehoř VII. Západoevropská společnost také byla již plně feudalizována, majetkové poměry se upevnily a pro feudální třídu se stávala akutní otázka získání nové půdy. Léna totiž mohla přecházet pouze na nejstarší potomky, mladší synové zůstávali nezaopatřeni. Rytíři potřebovali nová léna, která mohli získat výbojem na východ, tehdy legendární, bohatstvím oplývající zem. Tažení na východ tak umožňovalo spojit poslání rytíře s nadějí na hmotné zisky.

### První křížová výprava

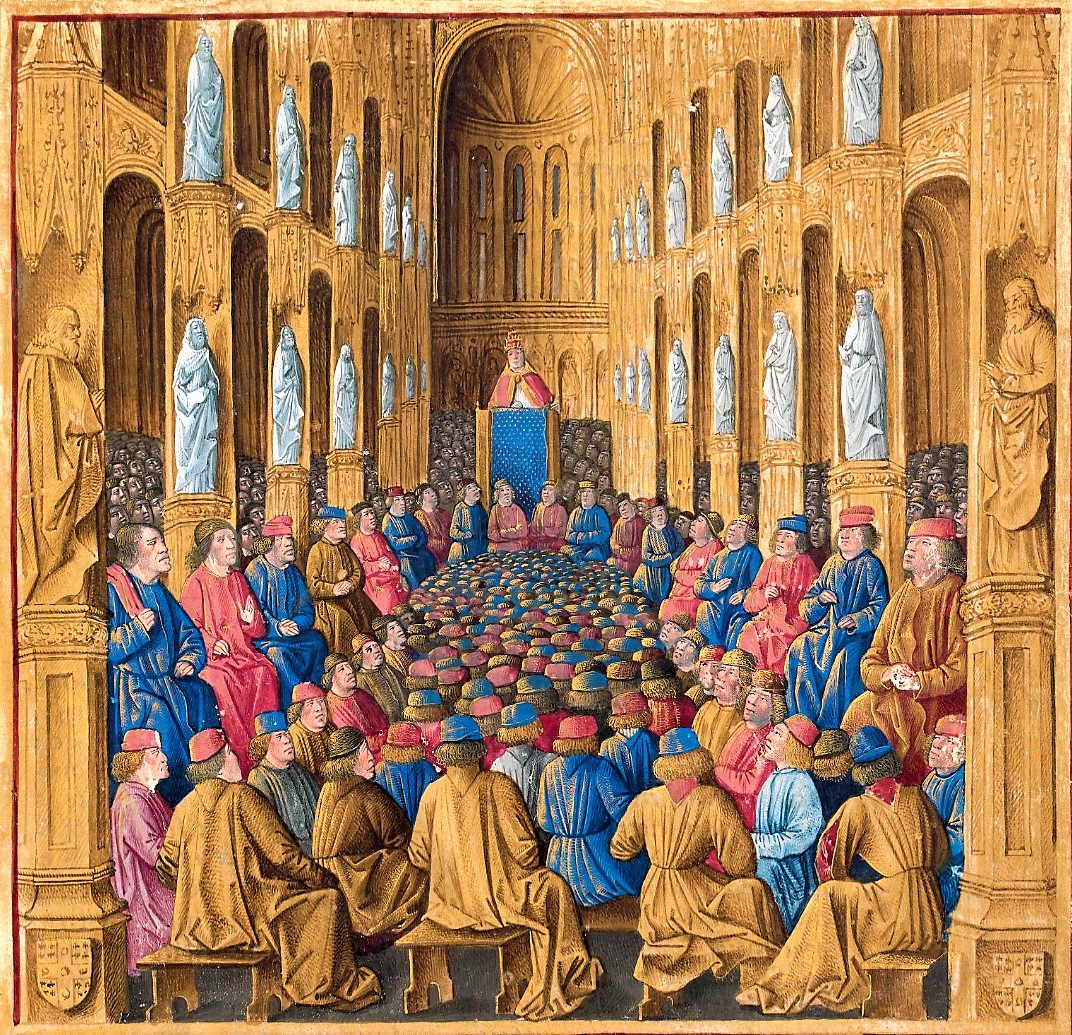
Papež Urban II. na koncilu v Clermontu
iluminace z Livre des Passages d'Outre-mer, kolem roku 1490 (Bibliothèque Nationale)

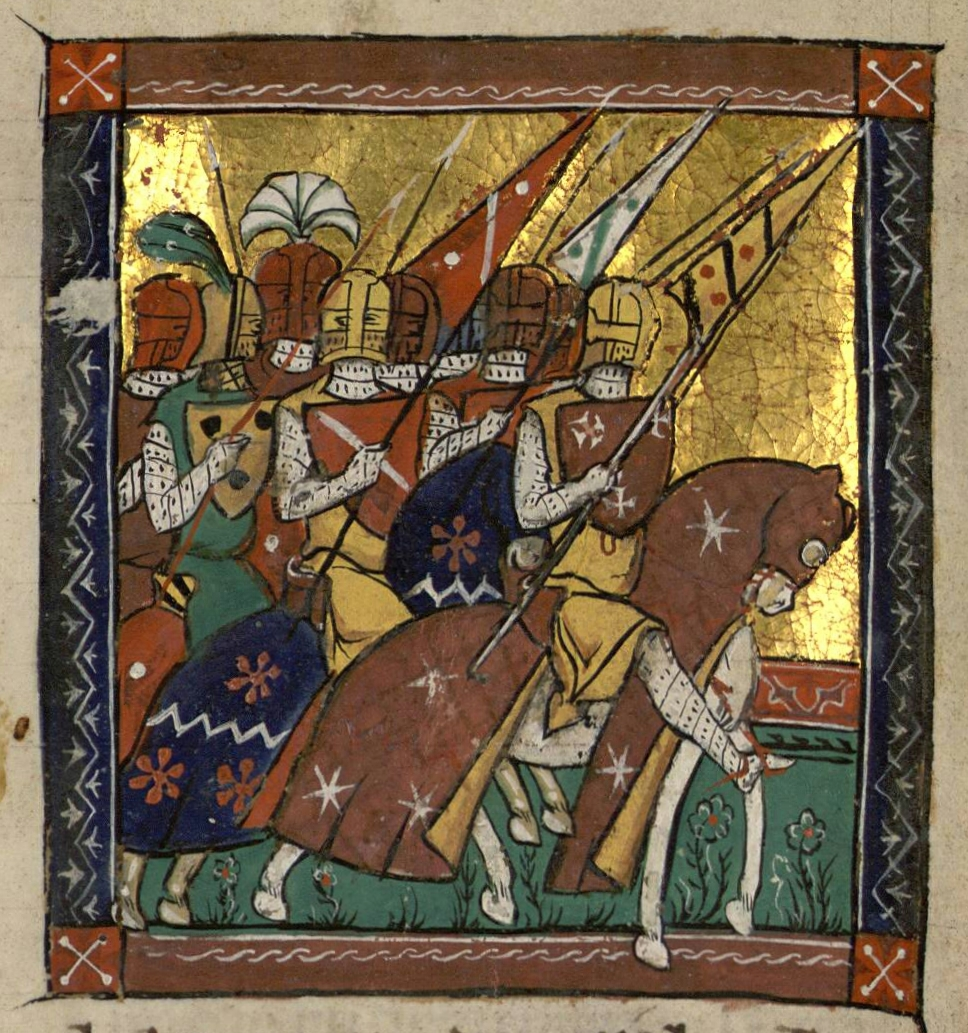
Godefroy z Bouillonu jako vůdce výpravy
Historia rerum in partibus transmarinis gestarum (13. století)

V březnu 1095 přijelo na synodu do Piacenzy byzantské poselstvo císaře Alexia I. s žádostí o pomoc proti seldžucké expanzi. V listopadu 1095 svolal Řehořův žák Urban II. koncil do francouzského Clermontu. Na závěr sněmu pronesl strhující proslov o utrpení východních křesťanů i poutníků ze Západu a zakončil jej výzvou pomoci východním křesťanům sužovaným nevěřícími. Kromě obrany Božího hrobu měl Urban také mocenské a církevně politické důvody: jednak probíhal boj o investituru s císařem Jindřichem IV., jehož exponent vzdoropapež Kliment III. se právě zmocnil papežského stolce v Římě. Navíc byl Alexios I. ochoten odstranit rozkol mezi Byzancí a západní církví, vyjde-li mu papež vstříc.
Přestože byla Urbanova výzva adresována šlechtě, přišla okamžitá reakce ze strany chudiny. Pod dojmem vystoupení entuziastických kazatelů se shromáždily početné chudinské houfy a bez přípravy se vydaly na cestu do Svaté země. Nejvýraznější z těchto kazatelů byl Petr Poustevník, charismatický demagog s fanatickou nenávistí k Turkům, který kázal především v severní Francii. Roku 1096 vyrazil Petr i se svými asi 20 000 následovníky ze severní Francie. Téměř souběžně s nimi táhl menší chudinský houf pod velením Gautiera Sans-Avoir.
Výpravy táhly většinou odděleně na východ, přes Svatou říši římskou do Uherska, kde na uhersko-byzantské hranici začaly z nedostatku zásob drancovat široké okolí. 1. srpna 1096 poutníci loupili i na předměstí Konstantinopole. Císař Alexios dal výpravu urychleně přepravit na asijskou pevninu do opevněného tábora v blízkosti městečka Kibotos. Chabě vyzbrojení poutníci podnikali z tábora loupežné výpravy do okolí. Při pochodu k Nikáji se poutníci zmocnili pevnůstky Xerigordon, která neměla vlastní zdroj vody. Turci pod velením Kiliče Arslana Xerigordon obklíčili a nechali pracovat žízeň. Pevnost na počátku října 1096 padla a Turci vyvraždili na 6 tisíc poutníků. Turci v dalším pochodu na Nikáju vyvraždili zbytek poutníků a tábor u Kibotu vydrancovali. Dva až tři tisíce zachráněných poutníků byzantské námořnictvo evakuovalo zpět do Konstantinopole.
V Evropě se zatím zformovalo několik dalších chudinských výprav, které zavinily brutální pogromy. Porýnští chudí vedení hrabětem Emerichem z Leisingnenu v Mohuči i v dalších městech pobili tisíce Židů. Z Lotrinska se vydala na cestu výprava vedená knězem Gottschalkem a v českých zemích postavil menší skupinu kněz jménem Volkmar, který rozpoutal pogromy také v Praze, navzdory snahám biskupa Kosmy tomu zabránit. Na uherských hranicích byly tyto výpravy rozprášeny vojskem krále Kolomana.

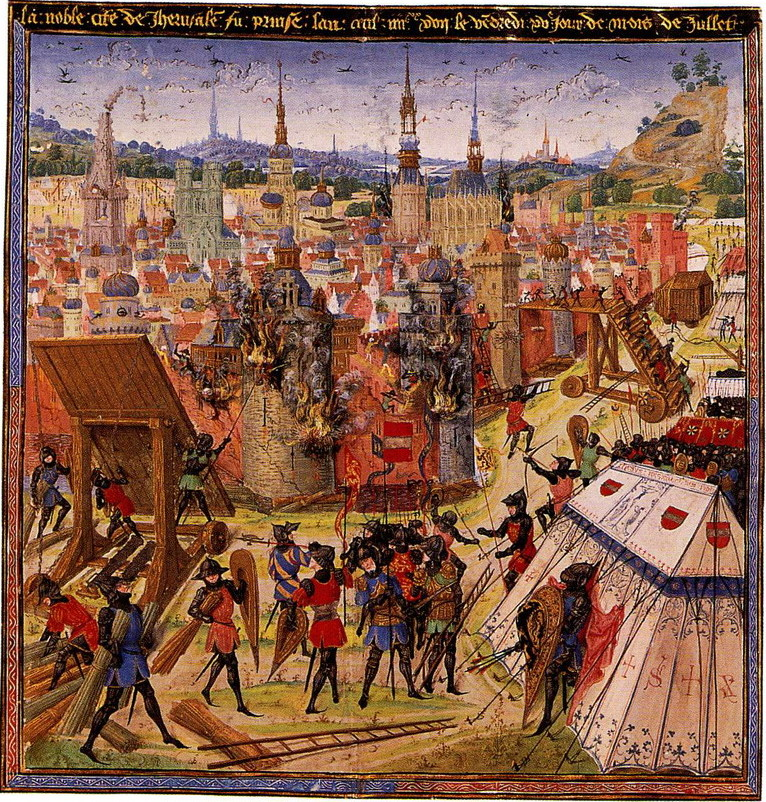
Dobytí Jeruzaléma křižáky ze středověkého rukopisu

Rytíři se na cestu do Svaté země vydali až později. Ze severní Francie vytáhla výprava hraběte Roberta Normandského a Roberta Flanderského. Ze střední Francie se přidal hrabě Štěpán z Blois a Hugo z Vermandois, bratr krále Filipa I. Lotrinské vojsko vedli bratři z Boulogne Godefroy, Eustach a Balduin. Oddíly z Provence vedl toulouský hrabě Raimond de Saint-Gilles. Při cestě Huga z Vermandois jižní Itálií se k první křížové výpravě přidal další normanský válečník, kníže Bohemund z Tarentu a jeho synovec Tankred. Na přelomu let 1096–1097 velmoži dorazili do Konstantinopole, kde císaři složili lenní přísahu a císař na oplátku přislíbil výpravě podporu.
Prvním cílem křižáckých rytířů se na jaře 1097 stala Nikája v Anatolii. Ta byla po sedmitýdenním obléhání dobyta a křižáci se vydali k východu. 1. července roku 1097 porazili křižáci v údolí u Dorylea vojska Kiliče Arslana. V únoru 1098 obsadil Balduin z Boulogne Edessu a založil první křižácký stát. Vojsko táhlo na jih, kde oblehlo Antiochii. Po ročním obléhání se 3. června 1098 Bohemundovi z Tarentu podařilo město díky zradě zbrojíře Fírúze obsadit a po odražení odvetného útoku atabega Kerbogy z Mosulu se vládcem města prohlásil Bohemund z Tarentu (založil tak další stát). Zbylí křižáci táhli dál do Palestiny, kde 7. června oblehli Jeruzalém, který 15. července 1099 dobyli a drtivou většinu obyvatelstva povraždili. Masakr přežil jen místodržící Iftíchar ad-Daula se svou gardou a několik civilistů, kteří poté nalezli azyl v Damašku. Vládcem Jeruzaléma byl zvolen vévoda Godefroy z Bouillonu s titulem „ochránce Božího hrobu“.
Roku 1100 byly do Svaté země vypraveny pomocné křížové sbory, menší, špatně koordinované skupiny, které se pokusily posílit nově založené křižácké státy. Roku 1101 však byly rozbity Turky v Anatolii, jež zůstala od té doby až do konce křížových výprav téměř nepřekonatelnou překážkou.

### Norská křížová výprava

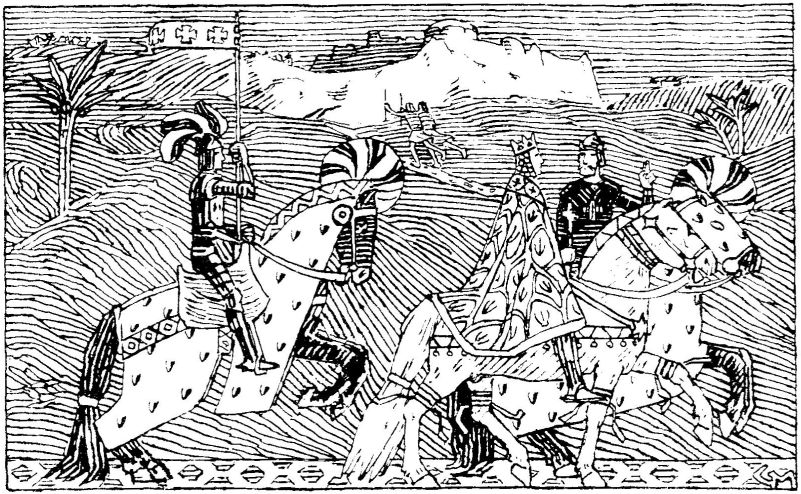
Král Sigurd I. ve společnosti jeruzalémského krále Balduina I., ilustrace Gerharda Munthea

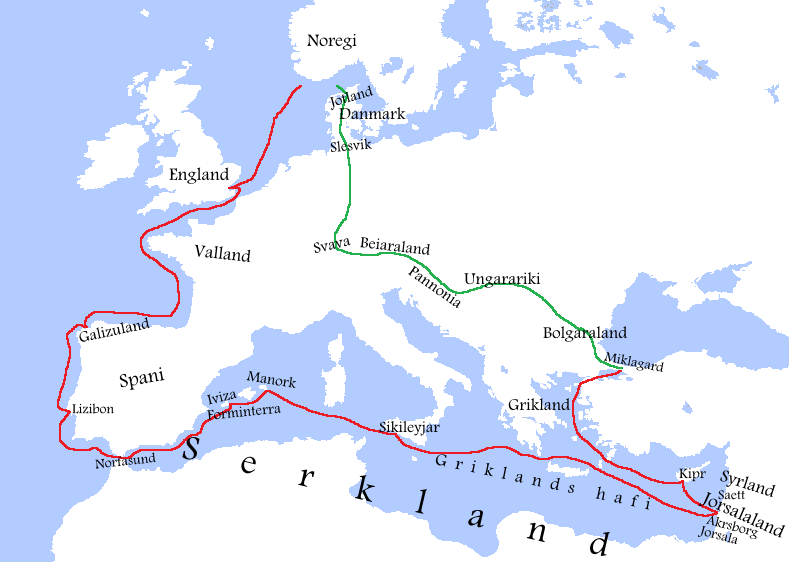
Výprava Sigurda I.

Mezi lety 1107 a 1110 proběhla jako dozvuk první křížové výpravy samostatná norská výprava vedená králem Sigurdem I., ten byl fakticky prvním skandinávským a zároveň i evropským králem, který se vydal na výpravu do Svaté země. Účelem bylo podpořit křižácké státy, nově vzniklé po první křížové výpravě. Sigurdova výprava vedla po moři a probíhala ve stylu starých vikingských výprav. Daleká cesta seveřanů k břehům cílové Palestiny provázely krátké zastávky v podobě rychlých výpadů z moře proti državám Almorávidů, plenění Iberského poloostrova a nájezdů. Po zastávce v Lisabonu směřovala plavba k Baleárským ostrovům a dál na Sicílii. V Palermu byl Sigurd přivítán sicilským hrabětem Rogerem II. a poté se výprava krátce zastavila dokonce i v Konstantinopoli, teprve až posléze směřovala cesta do Jeruzaléma, kde se Sigurd setkal a vojensky spojil s jeruzalémským králem Balduinem I. V roce 1110 se seveřané zúčastnili obléhání přístavního města Sidónu po boku křižáckých Franků vedených Balduinem I. a Benátčanů, které bylo úspěšně zakončeno ovládnutím města a založením Sidónského panství. Sigurd se vrátil do Norska v roce 1111, z Palestiny si přivezl relikvii (třísku z Pravého kříže), kterou získal od Balduina a pro niž nechal zbudovat hrad ve městě Konghelle (dnešní Kungälv ve Švédsku).
V roce 1123 podnikl Sigurd jinou výpravu, která vedla tentokrát do nedalekého švédského Smålandu, jehož obyvatelé se odvrátili od křesťanství zpět k víře ve staré pohanské bohy. Sigurd zemřel v roce 1130 a za dobu jeho vlády v Norsku se upevnila moc latinské církve.

### Druhá křížová výprava

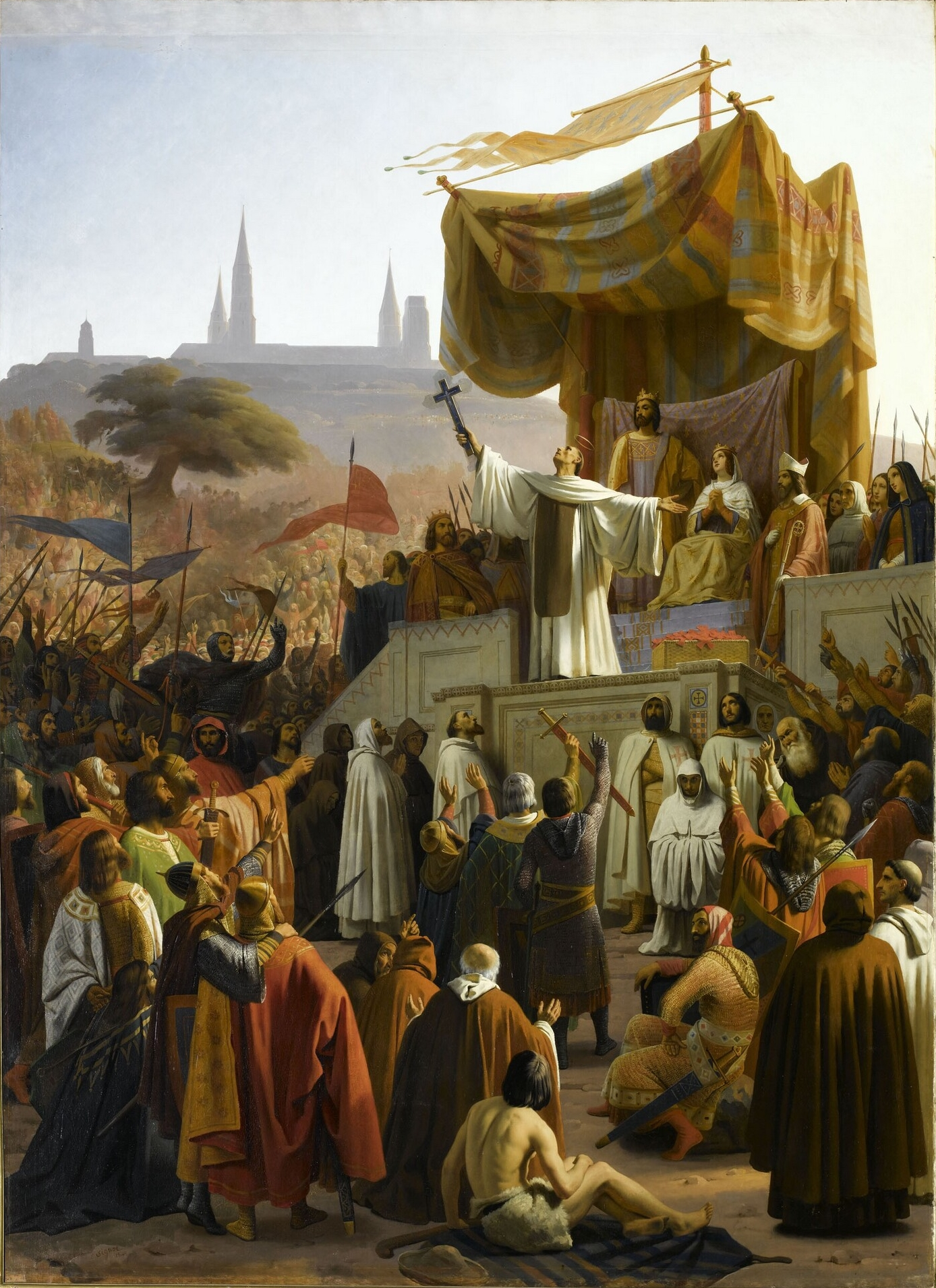
Opat Bernard z Clairvaux vyzývá k zahájení druhé křížové výpravy,
(Salles des Croisades, Versailles, 19. století)

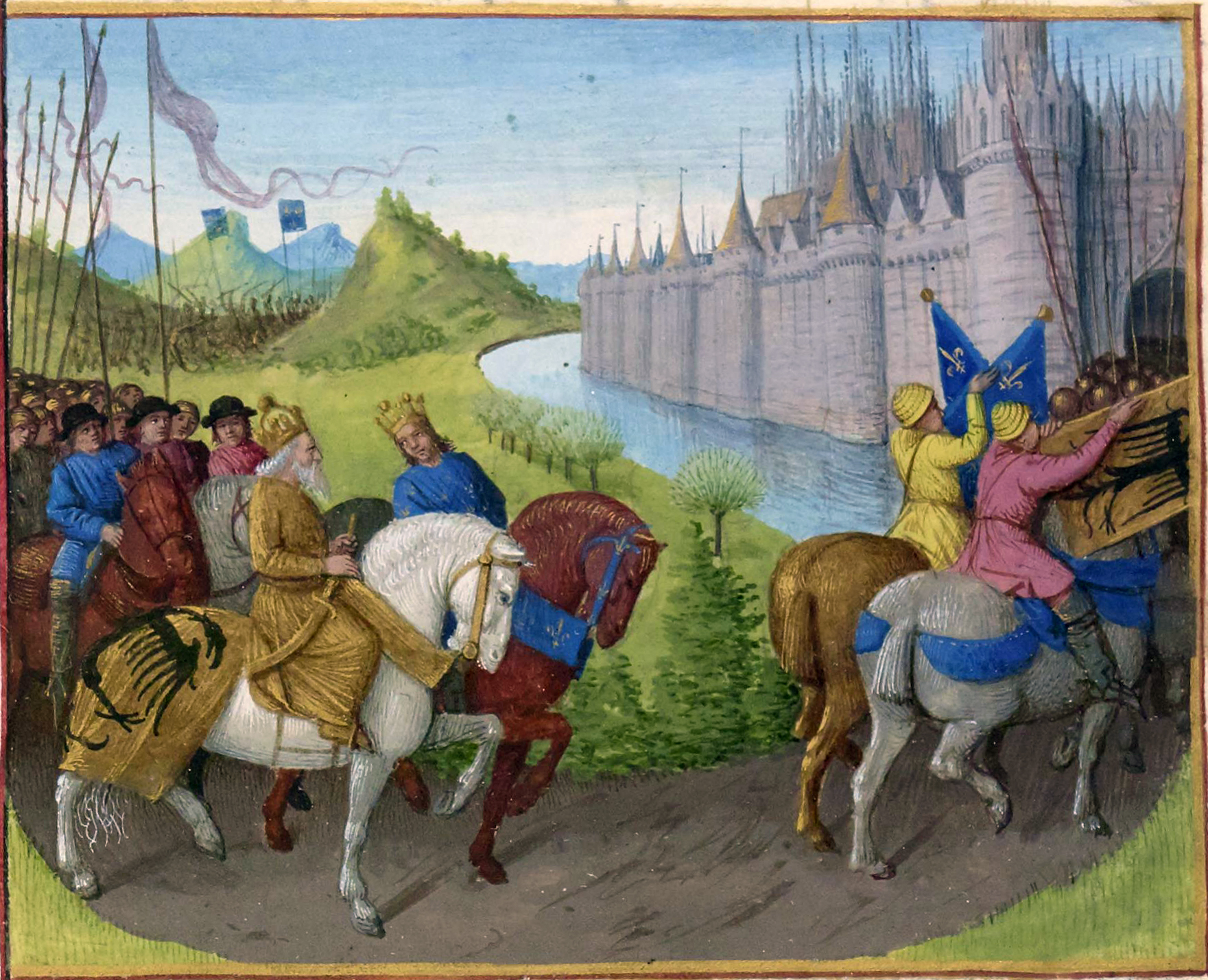
Vyobrazení příjezdu křižáků do Konstantinopole

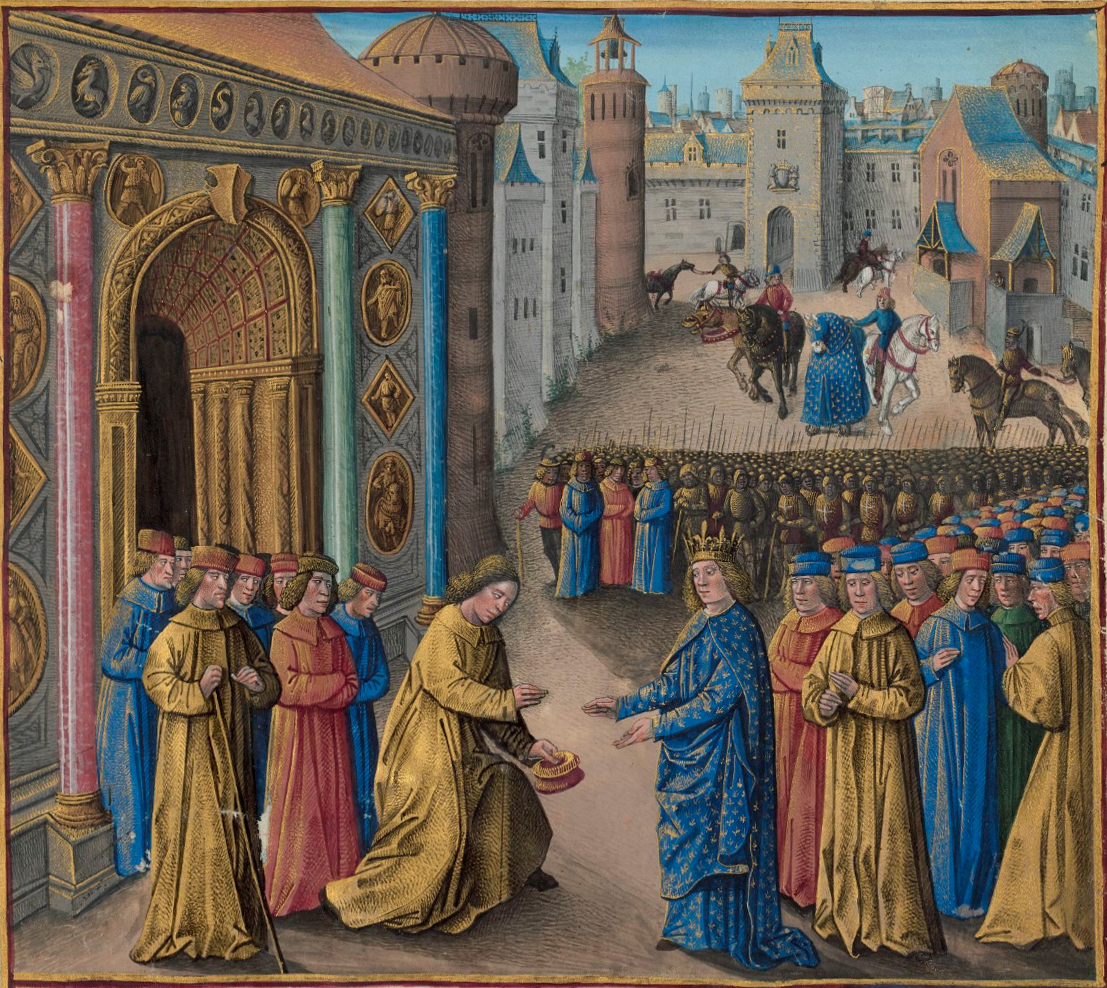
Kníže Raimond z Poitiers vítá v Antiochii krále Ludvíka

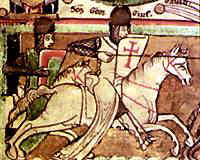
Středověká miniatura znázorňující templáře při jejich útoku na Nábulus

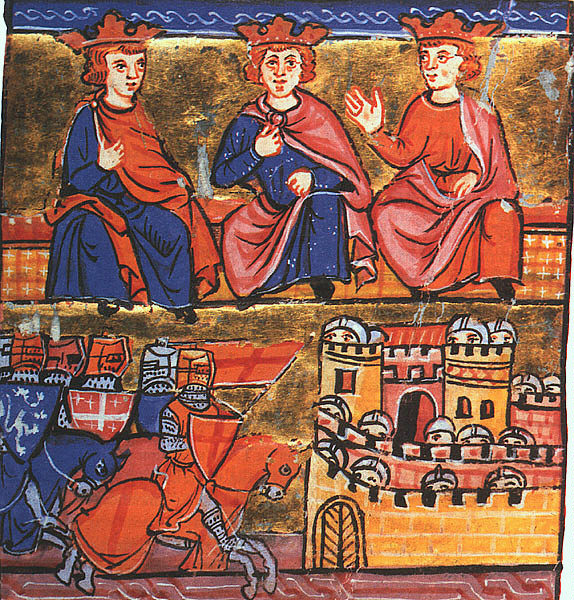
Vůdcové křížové výpravy Ludvík VII., Konrád III. a Balduin III. Jeruzalémský

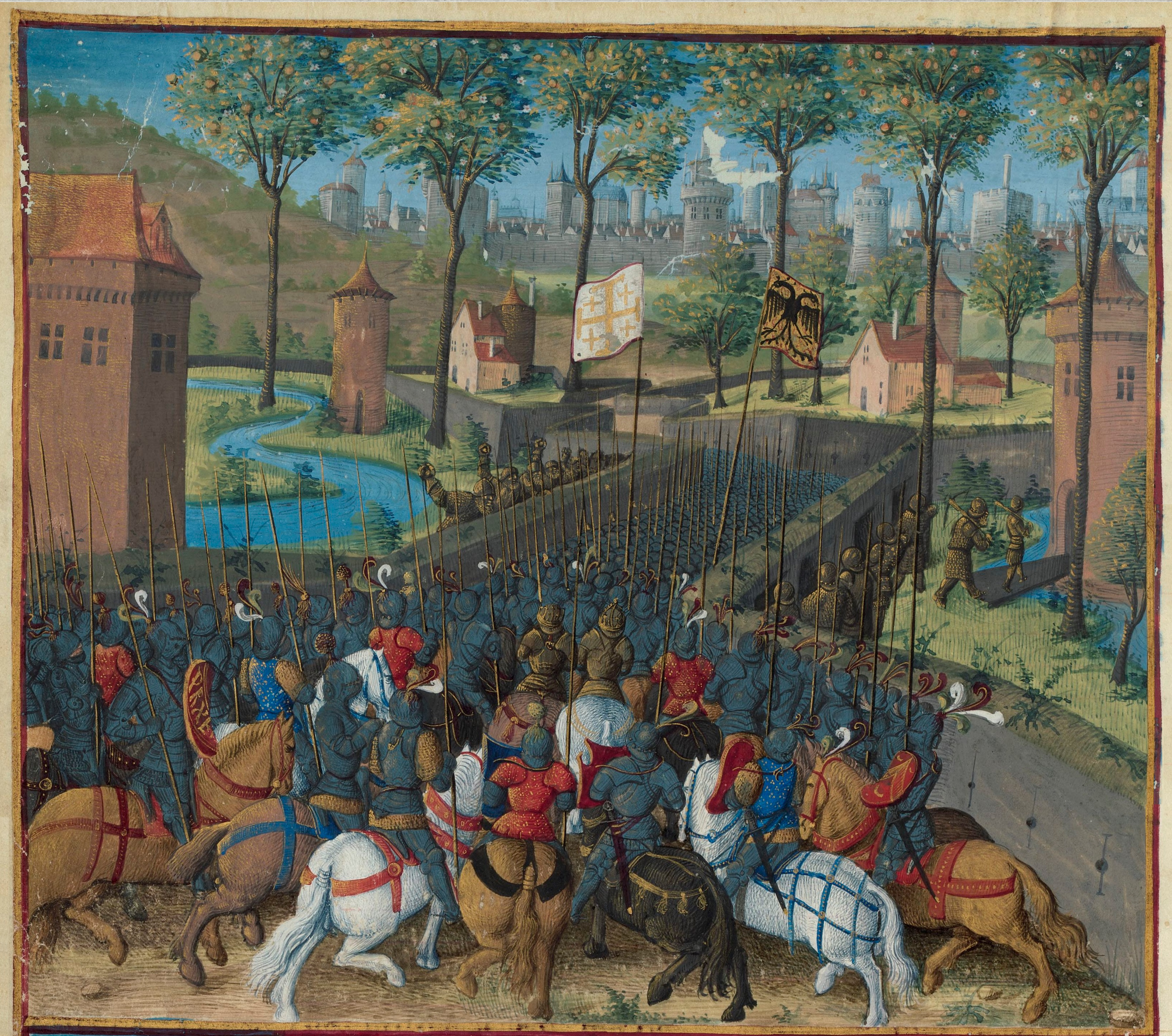
Obléhání Damašku
Les Passages Faits Outremer par les Français contre les Turcs et Autres Sarazaines et Maures Outremarins, 1490

Na Štědrý den roku 1144 turecký Atabeg Zengí z Mosulu dobyl Edessu a křižáci tak ztratili velká území na východ od řeky Eufrat. Pád Edessy otřásl Evropou a papež Evžen III. vydal bulu Quantum praedecessores a energicky se pustil do organizování další křížové výpravy. Bula byla adresována především francouzskému králi Ludvíkovi VII., který již o Vánocích roku 1145 ohlásil svou účast na výpravě. Na organizování kruciáty se podílel i cisterciácký myslitel Bernard z Clairvaux, který se s žádostí o podporu obrátil na evropské královské dvory. Koncem roku 1146 získal i podporu římského krále Konráda III. Italské městské státy se od výpravy distancovaly, jihoitalští Normané byli znepřáteleni s papežem i byzantským císařem a angličtí i španělští velmoži byli příliš zaměstnáni svými vlastními válkami a k výpravě se nepřipojili.
Na této křížové výpravě byla daleko menší účast lidových kazatelů, kteří by podněcovali prosté davy. Přesto například mnich Rudolf v Porýní rozdmýchával protižidovské nálady. Proti tomu zasáhl osobně Bernard z Clairvaux. Koncem května vytáhla z Řezna Konrádova výprava čítající asi 20 000 vojáků z německých zemí, Lotrinska i Čech. V červnu vyrazilo z Met na pochod i menší francouzské vojsko. Z Anglie vyplula třetí skupina křižáků na jaře 1147. Byli to neurození bojovníci a námořníci z Anglie i Flander, kteří po cestě zakotvili v Portugalsku a pomohli portugalskému králi dobýt Lisabon (dodnes se zachoval unikátní Dopis křižáka, podrobně popisující průběh dobývání).
V září 1147 dorazili křižáci do Konstantinopole. Vztahy mezi armádami i panovníky byly napjaté. Němci se přepravili na asijskou pevninu a od Nikáje postupovali dále na východ. Konrád rozdělil své síly. Méně ozbrojená část armády pod velením biskupa Oty z Freisingu táhla podél pobřeží, zatímco král s rytíři se vydal vnitrozemím. U Dorylaea, kde kdysi vojska první křížové výpravy zvítězila, byla německá armáda přepadena seldžuckými Turky. Většina výpravy byla vyhlazena a králi se s desetinou svých původních oddílů podařilo probít zpět do Nikáje. Druhá část armády, vedená biskupem, byla napadena a téměř pobita Turky u Laodikeje. Zbylá hrstka vojáků s biskupem Otou pronikla do Sýrie.
Zbytky německé armády se v Nikáji spojily s francouzským vojskem. Francouzi byli ukázněnější, Ludvík byl však jako vojevůdce stejně špatný jako Konrád a navíc nerozhodný. Spojená křižácká výprava táhla podél pobřeží na východ. V Efesu král Konrád onemocněl a vrátil se do Konstantinopole. Většina jeho vojáků táhla dále s Francouzi. U pisidijské Antiochie (říkalo se jí též Antiochetta) se křižáci střetli s Turky, které donutili k ústupu. Pak křižácká vojska překročila pod neustálou tureckou hrozbou Taurus a v únoru 1148 dorazila k řeckému městu Attaleia. Část výpravy odplula a armáda pěšáků a poutníků zůstala na pospas osudu. Ludvík Francouzský byl po vylodění v Antiochiii vřele přivítán knížetem Raimondem. Navzdory všem útrapám a ztrátám, jakými křížová výprava doposud prošla, představoval Ludvíkův kontingent významnou pomoc pro křižácké státy. Ludvík se pak vydal do Jeruzaléma, kam již mezitím z Konstantinopole dorazil král Konrád.
V Jeruzalémě se oba panovníci setkali i s jeruzalémským králem Balduinem III. a rozhodli se dobýt Damašek, který byl spojencem Jeruzalémského království, přestože původním cílem druhé křížové výpravy bylo znovudobytí Edessy. Damašek napadli 24. července 1148, před dobytím jej však zachránila velká turecká armáda z Aleppa vedená sultánem Núr ad-Dínem.
Neslavný konec výpravy jen prohloubil spory mezi francouzským a římským králem. Konrád odjel již na Vánoce 1148 do Konstantinopole, kde uzavřel spojenectví s císařem Manuelem. Ludvík pobyl v Palestině a při návratu domů v jižní Itálii navázal přátelské vztahy se sicilským králem Rogerem II. – úhlavním nepřítelem Byzance. Damašek byl obsazen Núr ad-Dínem a muslimové tak byli proti křižákům opět o něco jednotnější.

### Třetí křížová výprava
Po katastrofické bitvě u Hattínu 4. července 1187, dobytí Jeruzaléma na podzim téhož roku a následné ztrátě téměř celého území Jeruzalémského království ve prospěch sultána Saladina vyhlásil papež Řehoř VIII. bulou Audita tremendi z 29. října 1187 třetí křížovou výpravu. Vyslancům kurie se podařilo dokonce zprostředkovat mír mezi francouzským králem Filipem Augustem a anglickým králem Richardem. Svou účast na výpravě přislíbil také římský císař Fridrich Barbarossa. S císařem se na křížovou výpravu do Svaté země vypravil také silný oddíl Čechů pod vedením mladého Přemyslovce Děpolta, který při tažení zahynul.

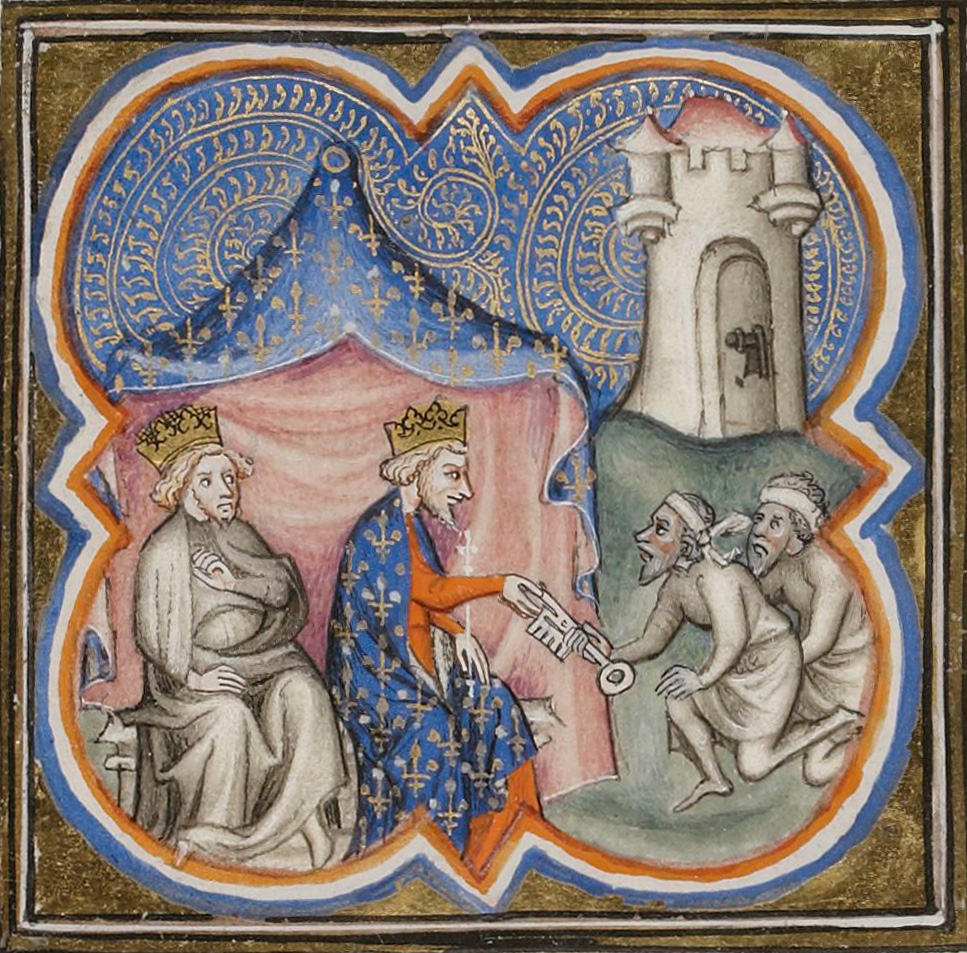
Králové Richard Lví srdce a Filip II. přijímají kapitulaci Akkonu
(Grandes Chroniques de France)

Jako první se do Svaté země vydali sicilští Normané a vzápětí i menší námořní kontingenty z Anglie, Dánska a Flander. Fridrich I. Barbarossa se vydal na výpravu z Řezna na jaře 1188 a po cestě začal na byzantském území drancovat. Císař Izák II. kvůli možným násilnostem raději povolil cestu dále na východ přes Helespont. Němci přezimovali v Adrianopoli a na jaře 1190 se opět vydali na cestu. U Ikonia je napadli seldžučtí Turci sultána Kilič Arslana II. a byli Barbarossou poraženi. V bitvě u Ikonie i v dalších srážkách s Turky se vyznamenali udatností Češi v čele s Děpoltem. Při přechodu řeky Salef však Fridrich I. utonul a výprava se rozpadla. Část bojovníků pokračovala dále do Svaté země a část se vrátila domů. Římská říše se tak výpravy významněji nezúčastnila.
4. července 1190 vyrazila z Vézelay francouzská i anglická vojska, která pod vedením Richarda I. a Filipa II. přezimovala na Sicílii. Na jaře 1191 křižáci vypluli vstříc Svaté zemi a 12. července dobyli město Akkon a francouzský král se vrátil zpět do vlasti, zatímco Angličané a zbytek francouzských křižáků v čele s králem Richardem bojovali se Saladinem ještě tři roky. Velkým křižáckým úspěchem byla bitva u Arsufu a obsazení Jaffy. Po marném pokusu o dobytí Jeruzaléma Saladin předložil Richardovi mírový návrh, podle něhož zpřístupní Boží hrob západním poutníkům a uzná hranice stávajících křižáckých držav. Po půlročním váhání plném šarvátek byl mír 2. září potvrzen a Richard se vydal na cestu domů.

### Čtvrtá křížová výprava

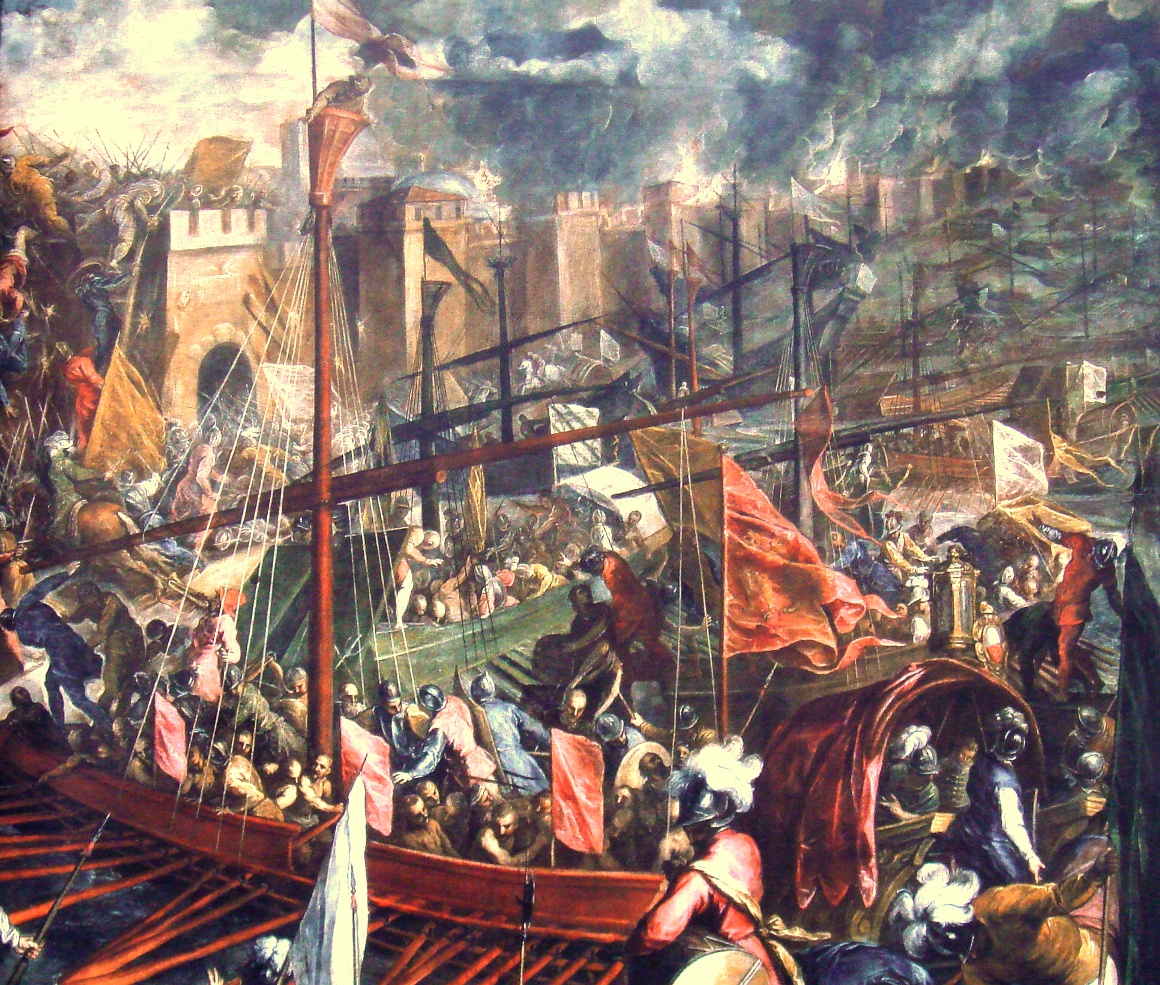
Palma Le Jeune: Útok křižáků na Konstantinopol
(Les croisades, origines et consequences)

Na přelomu let 1199–1200 papež Inocenc III. požehnal snaze francouzských velmožů uspořádat tažení na Blízký východ a zároveň zdůraznil dosavadní neschopnost evropských králů. Výprava, organizovaná výborem navzájem si rovných rytířů a vedená hrabětem Theobaldem ze Champagne, postupovala do severní Itálie. Zde si na úvěr najala lodě u Benátčanů, kteří si tak zajistili vliv na výpravu.
Na jaře roku 1201 zemřel hrabě Theobald a vedení převzal Bonifác z Montferratu. Cílem výpravy měl být Egypt, což se nelíbilo Benátčanům, kteří tam měli obchodní zájmy. Požadovali proto od vůdců výpravy, aby křižáci pro Benátky vybojovali od Uherska město Zadar, za což jim budou odloženy splátky dluhů. Útok na katolický Zadar byl pod trestem exkomunikace papežem zakázán, křižáci přesto nátlaku benátského dóžete ustoupili a v listopadu 1202 Zadar dobyli.

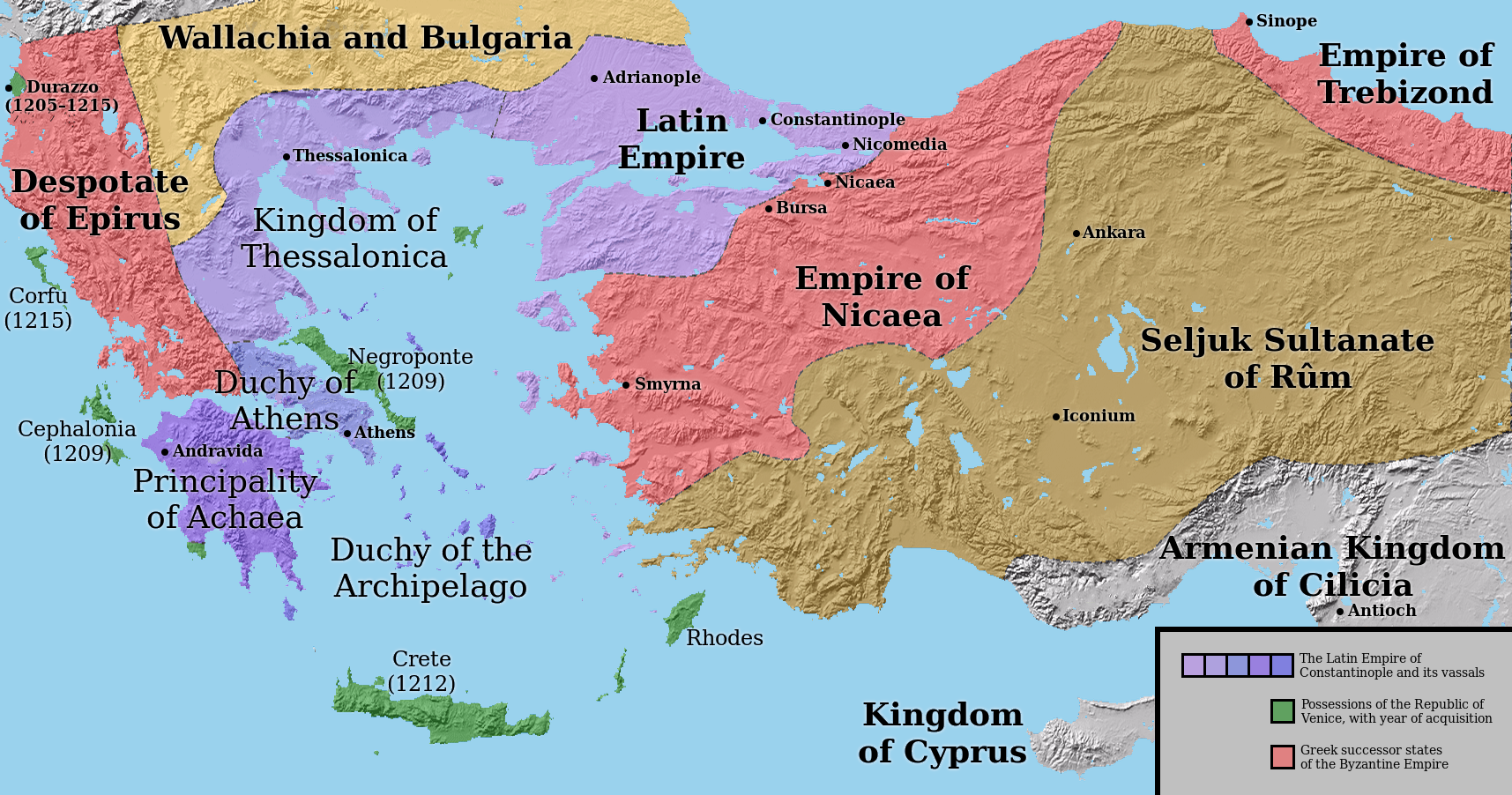
Křižácké státy a řecké nástupnickými státy v době po čtvrté křížové výpravě v Řecku

Krátce poté křižáky požádal římský král Filip Švábský o pomoc při dosazení svého švagra Alexia IV. na byzantský trůn. Alexios křižákům nabízel uznání papežovy autority nad východní církví, tolik potřebné peníze, zásoby a vojenskou pomoc na křížové výpravě. V červenci 1203 proto křižáci zaútočili na další město a to samotné centrum celé Byzantské říše Konstantinopol, kterou nakonec po dlouhém boji a nerozhodnosti byzantského císaře dobyli a brutálně vyplenili a na trůn dosadili prince Alexia a jeho otce Izáka II. Těm se však sliby dané křižákům nepodařilo splnit, kvůli enormním nárokům křižáků. Obyvatelstvo je brzy svrhlo a zabilo. Křižáci na město zaútočili znovu a 12. dubna 1204 se jim podařilo byzantskou obranu zlomit a vniknout do města; následovalo třídenní drancování a vraždění obyvatelstva. Čtvrtá křížová výprava již do Egypta ani Svaté země nepokračovala.
Novým císařem Latinského císařství vzniklého na troskách Byzance byl zvolen flanderský hrabě Balduin. Nově vzniklé Soluňské království získal Bonifác z Montferratu a Achajské knížectví a Athénské vévodství připadlo francouzským velmožům. Benátčané získali obchodní monopol a Naxos. Byzantská císařská rodina si zachovala část svých držav na východě a založila zde Nikájské císařství, které se stalo hlavním nepřítelem křižáků v Konstantinopoli. Další členové rodu Komnenů založili na pobřeží Černého moře Trapezuntské císařství. Posledním řeckým státem byl Epirský despotát ležící v Epiru na pobřeží Jónského moře. Všechny tyto státy se považovaly za legitimní nástupce Byzantské říše a vedly válku proti latinským křižáckým státům.

### Legenda o výpravě dětí

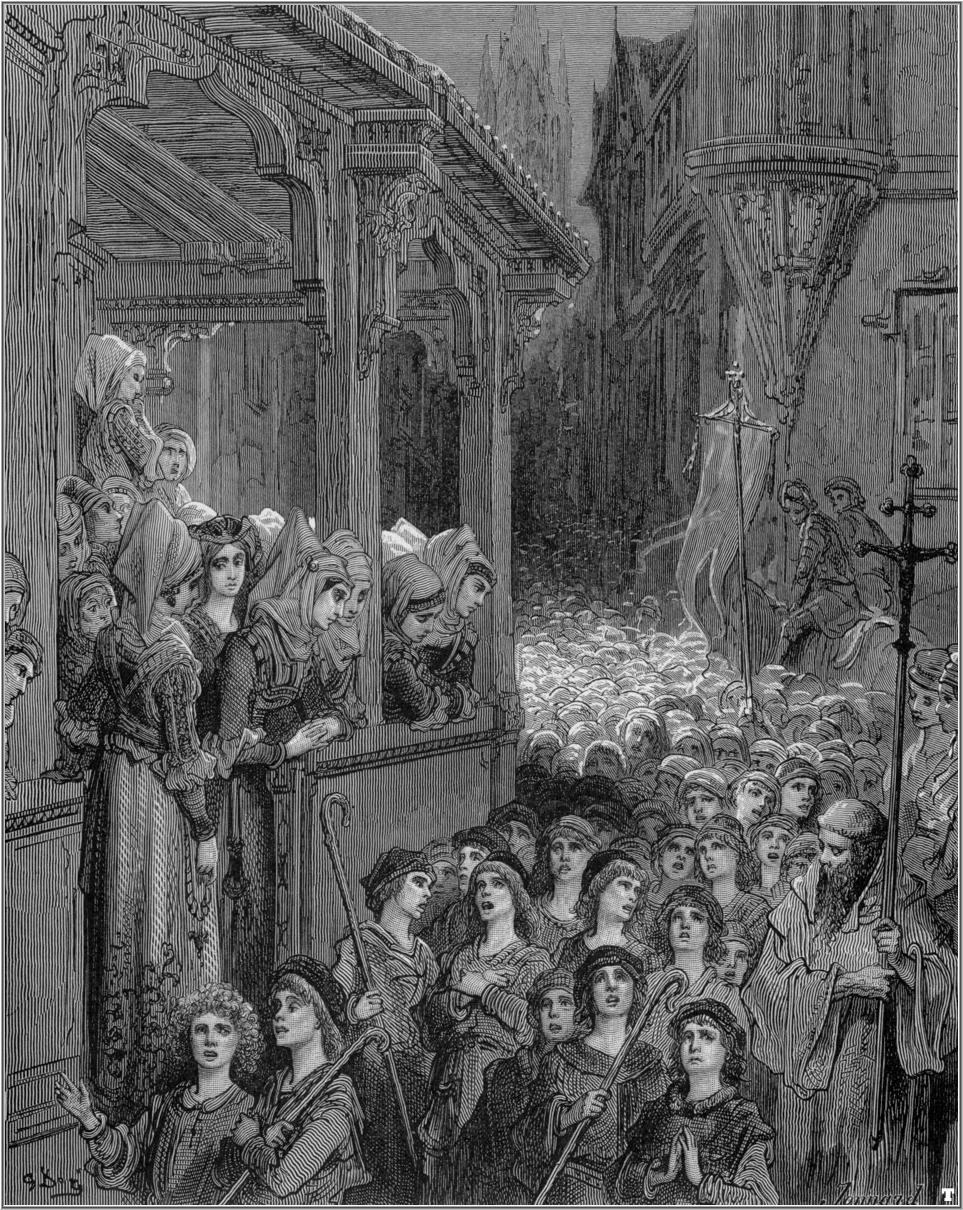
Gustave Doré: Křížová výprava dětí

Prameny hovoří také o údajné francouzské a německé křížové výpravě dětí, zorganizované prý proto, že se věřilo, že neúspěchy dosavadních tažení zapříčiňuje hříšnost jejich dospělých účastníků. Původcem měl být jakýsi francouzský pasáček Štěpán, jemuž se prý roku 1212 zjevil Kristus a vyzval ho ke křížové výpravě proti nevěřícím. Štěpán proto věřil, že se moře před ním rozestoupí a cesta do Svaté země bude možná suchou nohou. Po strastiplné cestě prý několik tisíc dětí dorazilo do Marseille, kde se neúspěšně pokusily projít Středozemním mořem. Dva obchodníci, Hugo Železo a Vilém Prase, poté měli nabídnout výpravě zdarma přepravu do Palestiny, děti odvézt do Alžíru a později do Alexandrie, kde je rozprodali do otroctví. Podobná německá výprava, již vedl mladík jménem Mikuláš, údajně vyšla z Porýní a přes Alpy doputovala do Janova. Část poutníků se stala janovskými občany a část putovala dál do Pisy a Říma, kde Mikuláše přijal sám papež a podařilo se mu přesvědčit část dětí k návratu domů. Při zpáteční cestě jich mnoho zemřelo, mezi nimi i Mikuláš.
Středověké prameny popisující křížovou výpravu dětí jsou však v současné době zpochybňovány a celý popis dětské křížové výpravy je považován za omyl vzniklý třicet let po popisovaných událostech. Oba pochody měly ve skutečnosti proběhnout, ale nemělo se jednat o pochody dětí. Nedávný výzkum naznačuje, že kronikáři 13. století špatně pochopili význam latinského slova „pueri“, což v překladu znamená „chlapci“ nebo také „děti“, ale zároveň se tímto termínem v dobách výprav označovali poddaní z nejchudších vrstev. Až Giovanni Miccoli a Peter Raedts si ve 20. století všimli nesrovnalostí a argumentovali nedorozumění těchto kronikářů. Moderní studie také naznačuje, že tehdejší špatná ekonomická situace donutila některé obyvatele opustit své domovy a prodat svoje pozemky a přestěhovat se jinam. Migrovat měly prý až stovky rodin.

### Pátá křížová výprava

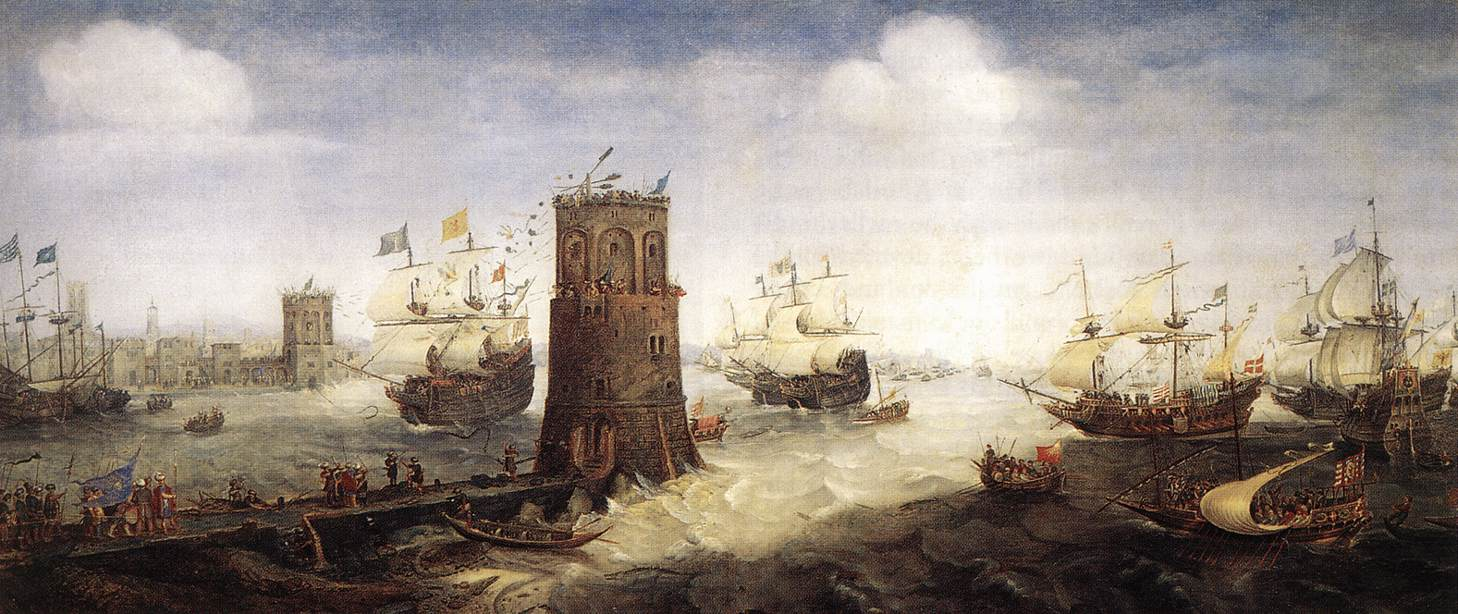
Cornelis Claesz van Wieringen: Fríští křižáci útočí na Damiettu

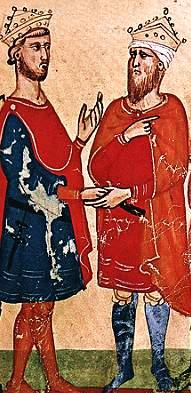
Císař Fridrich II. Štaufský na setkání se sultánem al-Kamilem

Roku 1215 papež Inocenc III. svolal Čtvrtý lateránský koncil. Jedním z důsledků koncilu byla pátá křížová výprava, jejíchž příprav se energicky chopil Inocencův nástupce Honorius III. Účast na výpravě přislíbil uherský král Ondřej II., norský král Inge II. (který však během příprav zemřel a norští křižáci tak nakonec zůstali stranou) a rakouský vévoda Leopold VI. Vojska měly na Blízký východ přepravit frízské lodě, Frísové se však zdrželi v Portugalsku dobýváním maurského hradu Alcácer do Sal. Do Svaté země tak dorazila jen část křižáků, ke kterým se přidaly kyperské oddíly krále Huga I. a antiochijská armáda knížete Bohemunda IV. Křižáci v Zajordánsku nenašli žádného protivníka, vydrancovali široké okolí a s kořistí se vrátili do Akkonu. Král Ondřej odjel domů a zbylí křižáci se chystali po příjezdu francouzských posil k útoku na egyptský přístav Damietta.
V květnu 1218 křižáci dobyli obrannou věž chránící ústí Nilu a částečně oblehli samotné město Damiettu, kterou po téměř dvouletém obléhání v listopadu 1219 dobyli. Vládu nad městem si proti vůli kardinála Pelagia nárokoval jeruzalémský král Jan z Brienne. Stal se dočasným vládcem Damietty až do předpokládaného příjezdu císaře Fridricha II. Město bylo křižáky přetvořeno v křesťanské sídlo s vlastním arcibiskupem Pierrem des Roches.
Po příjezdu říšských křižáků měl Pelagio pocit, že vojsko je dostatečně silné na dobytí celého Egypta a navzdory císařskému rozkazu se s armádou vydal k jihu bez císaře s cílem dobýt Káhiru. Výprava neslavně skončila poté, co se vojáci utábořili mezi dvěma rameny Nilu a Egypťané vypustili říční hráze, čímž křižáky odřízli od pevniny a donutili kapitulovat. Sultán al-Kamil vyjednal odchod křižáků z Damietty a osmileté příměří. Propuštění křižáci odtáhli do Akkonu a na místě, kde se vzdali, dal sultán na počest vítězství vystavět nové město al-Mansúra – Vítězné.

### Šestá křížová výprava

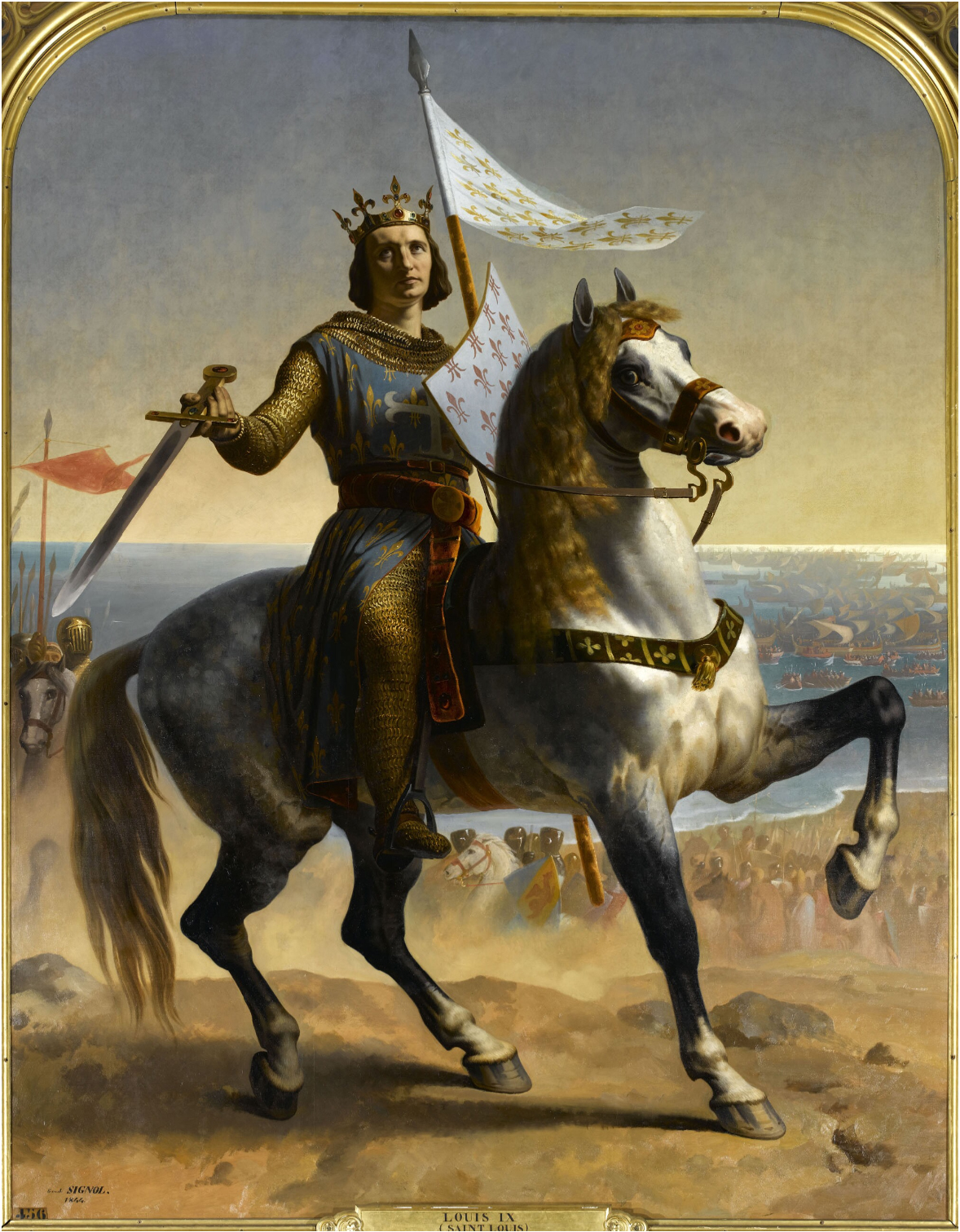
Émile Signol: Ludvík IX. Svatý na křížové výpravě
(Salles des Croisades, Versailles)

V září roku 1227 vyplula z Brindisi do Svaté země velká říšská flota. Vedl ji císař Fridrich II., kterého k vyplutí donutila po devíti letech slibů až hrozba exkomunikace. Krátce po vyplutí však na lodích vypukla epidemie, nemocný císař zastavil v Otrantu a podezřívavý papež Řehoř IX. ho exkomunikoval. Fridrich, jehož zbožnost byla vždy pochybná, to ignoroval a po uzdravení vyrazil dále na východ. V září 1228 přistál v Akkonu, kde již čekalo křižácké vojsko.
Císař neměl zájem vést dlouhou nákladnou válku v Palestině a rozhodl se pro diplomacii. Sultán al-Kamil, který se nacházel uprostřed mocenského zápasu se svými bratry, byl k jednání svolný. Fridrich však v Palestině neměl pevnou pozici, neboť jeruzalémský patriarcha i rytířské řády johanitů a templářů ho jako exkomunikovaného nepodporovaly. Akkonští baroni si zase zakládali na své svobodě a nechtěli se císaři podrobit. Pouze příslušníci Řádu německých rytířů stáli pevně při císaři. Z této nejednoty mezi křesťany al-Kamil těžil, jednání protahoval a Fridrich začal slevovat ze svých požadavků.
Roku 1229 byla dohoda stvrzena, křesťané získali nazpět Betlém, Nazaret, Galileu a především Jeruzalém, do kterého však měli muslimové svobodný přístup. Poté Fridrich vstoupil do Jeruzaléma a protiprávně se nechal korunovat králem jeruzalémským. Právoplatným králem měl být Fridrichův nedospělý syn Konrád. V květnu 1229 Fridrich ze Svaté země odjel a při naloďování v Akkonu po něm místní občané házeli odpadky. Roku 1244 byl neopevněný Jeruzalém dobyt chórezmskými vojsky ve službách Egypta a křesťané ho již nikdy nezískali.

### Sedmá křížová výprava

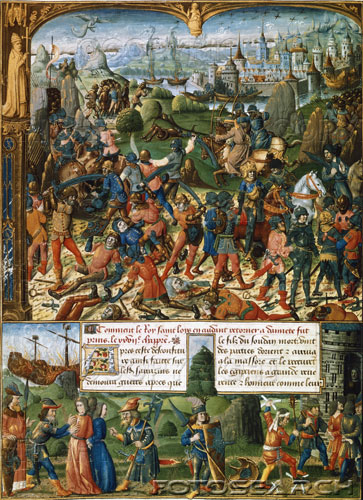
Výjevy ze sedmé křížové výpravy, 15. století

V srpnu roku 1248 se na křížovou výpravu vydal francouzský král Ludvík IX. Vojsko vyplulo z nově postaveného přístavu v Aigues-Mortes a byla to největší námořní operace v dějinách křížových výprav. Během mezipřistání na Kypru byl Ludvík místními přesvědčen, že ideálním cílem útoku bude Egypt. V červnu 1249 se křižáci vylodili před egyptskou Damiettou, kterou se jim podařilo získat bez boje, a v listopadu 1249 se francouzské vojsko vydalo na pochod do egyptského vnitrozemí.
V té době zemřel egyptský sultán as-Sálih Ajjúb, ale vdova Šagrat Al Durr smrt zatajila a spolu s ministrem Fakrh ad-Dínem zemi a armádu řídila sama. Egyptské vojsko na křižáky čekalo u pevnosti al-Mansúra a ostřelovalo je přes řeku řeckým ohněm. Křižáci objevili brod a v únoru roku 1250 jejich předvoj vedený Ludvíkovým bratrem Robertem zaútočil na egyptské ležení před al-Mansúrou a mamlúky zahnal do města. Robert, opojený úspěchem, zaútočil na město, avšak v jeho ulicích se křižáci rozptýlili a většinou byli pobiti, včetně Roberta z Artois nebo hraběte Viléma ze Salisbury. Egypťané se zatím přeskupili a po příchodu hlavní části křižácké armády se strhla vyrovnaná bitva trvající celý den. Postup se zastavil a Egypťané přivolali posily. Na pomoc jim přišel syn zemřelého sultána Turanšáh a pomohl křižáky odříznout od nilských zásobovacích tras. Po vypuknutí hladomoru musel dát Ludvík v březnu rozkaz k ústupu. Turanšáhovi vojáci začali křižáky pronásledovat a ti se po ochoření samotného Ludvíka rozhodli kapitulovat. Celá křižácká armáda skončila v zajetí. Damietta zůstala prozatím zachována díky královně Markétě Provensálské a jejím janovským a pisánským žoldnéřům. Egypťané za propuštění krále a jeho armády požadovali vydání Damietty a zaplacení 800 000 zlatých bezantů. Křižáci neměli dostatek hotovosti, propuštěn byl proto zprvu jen král Ludvík a část rytířů. Propuštěnému panovníkovi se během dalších čtyř let, která strávil v Akkonu, podařilo dosáhnout propuštění zbytku zajatců a teprve 24. dubna 1254 opustil Svatou zemi.

### Osmá křížová výprava

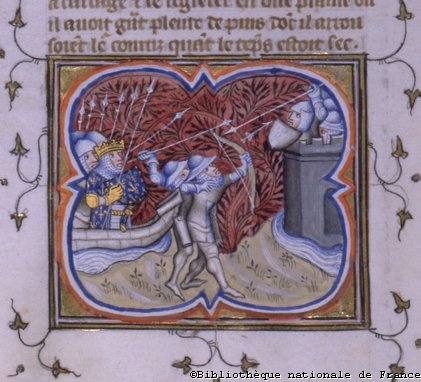
Křižáci obléhají Tunis
(Biblioteque nationale de France)

Roku 1267 vytáhl francouzský král Ludvík IX. na další křížovou výpravu. Zprvu marně hledal společníky, nakonec ho podpořil bratr, sicilský král Karel z Anjou. Ten však chtěl cíl výpravy stočit ze Sýrie, kde mezitím sultán Bajbars dobyl jak Haifu, Toronu a Nazaret, tak i křižáckou baštu Antiochii, ve které prý působil Pavel z Tarsu, a která byla v držení křižáků už od roku 1097, na Tunis, kde měl ekonomické a politické zájmy, a Ludvík se nechal přesvědčit. Z Tunisu se chtěl vydat na Egypt, pak přejít Sinaj a z jihu znovu dobýt Jeruzalém.
V červenci 1270 se křižáci vylodili na africkém pobřeží. Během obléhání Tunisu se ve vojsku křižáků rozšířila epidemie, také způsobena horkým počasím a nedostatkem pitné vody. Mezi nemocnými byl i král Ludvík, který v Kartágu při čekání na posily z Anglie, Aragonska a Navarry zemřel na úplavici (některé zdroje zmiňují i mor). Králem se stal také nemocný následník trůnu Filip III. Velení vojenských operací převzal Karel z Anjou, jemuž se podařilo vyjednat s tuniským emírem Muhammadem al-Mustansirem volný obchod s městem Tunis, mír a volný odchod křižáků z Afriky. Když do Tunisu dorazil anglický princ Eduard s malým křižáckým sborem z Anglie, bylo již po boji. Zatímco Francouzi se začali pod velením Karla z Anjou stahovat zpět do Evropy, Angličané hodlali pokračovat v křížové výpravě do Svaté země.

### Devátá křížová výprava
Po neúspěchu osmé křížové výpravy se Angličané rozhodli vydat do Sýrie ohrožované mamlúckým sultánem Bajbarsem. Eduard s anglickou armádou přezimoval na Sicílii a v květnu 1271 se vylodil v Akkonu. Eduardovy síly byly slabé, asi jen tisíc vojáků, ale měl v úmyslu sjednotit rytíře ve Svaté zemi a na Kypru a uzavřít dohodu s Mongoly, kteří v té době ohrožovali i muslimská území. Po příjezdu do Akkonu Eduard zjistil, že situace křesťanů na Předním východě, kde mamlúcké vojsko ovládlo v letech 1265–1271 většinu území Jeruzalémského království a Antiochijského knížectví, je mnohem horší, než se v západní Evropě domnívali. Kyperští rytíři odmítli bojovat ve Svaté zemi a Benátčané s Janovany začali s mamlúky obchodovat, a to se souhlasem akkonských baronů.
Eduard se svého plánu nevzdal a doufal v možnost vyjednávání o případnou pomoc s mongolským ílchanátem v Persii. Měl úspěch a ílchán Abaga vyslal desetitisícovou armádu, která dobyla muslimské Aleppo. Jakmile však egyptský sultán Bajbars vytáhl z Damašku na sever, Mongolové před ním ustoupili a mamlúci město získali zpět. Eduard také podnikl tažení do vnitrozemí, akkonští rytíři však odmítli bránit případně dobytá území a křižáci se bezvýsledně vrátili do Akkonu. Ten se ještě roku 1263 přepadení ubránil, ale nedokázal zastavit postupné ztrácení území Jeruzalémského království. Když princ zjistil, jak marné je jeho úsilí, vrátil se v září roku 1272 do Anglie. Učinil tak nedlouho poté, co málem zahynul při pokusu o atentát. Přestože při odjezdu měl v úmyslu vrátit se na Blízký východ v čele veliké křížové výpravy, politická situace v Anglii mu v tom zabránila.

### Křižácké státy

Křižácké državy ve Svaté zemi těsně po završení první křížové výpravy roku 1102

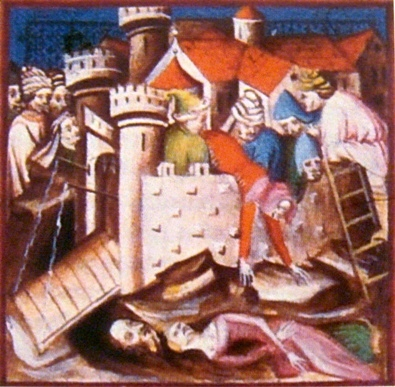
Pád Akry v roce 1291 po kterém následoval masakr křesťanských obyvatel

Křižácká panství vzniklá během kruciát byla budována v duchu západoevropského feudalismu a vládnoucí třídu představovali především osadníci z Evropy. Původní obyvatelé, především arménští monofyzité, východní pravoslavní křesťané a muslimové Franky (jak orientálci označovali křižáky) v zemi početně převažovali. Domorodci byli svými křižáckými pány tolerováni, nicméně Frankové nebyli vůči svým jinověrným poddaným nábožensky tak benevolentní jako Arabové před nimi.
Arabský cestovatel z Al-Andalusu Ibn Džubajr, který byl nepřítelem křižáků, při svých cestách po Jeruzalémské království v roce 1184 ke své nelibosti zjistil, že v zemi usedlí křesťané a muslimové spolu vycházejí dobře.
Odhaduje se, že v Jeruzalémském království žilo ve městech asi 120 000 Franků (osadníků z Evropy) a 100 000 muslimů, a na venkově žilo dalších 250 000 muslimů a východních křesťanů.
Po první křížové výpravě vznikly na Blízkém východě čtyři křižácké státy: Edesské hrabství, Antiochijské knížectví, Hrabství Tripolis a Jeruzalémské království. Vládci tří prvních byli formálně vazaly jeruzalémského krále. Po třetí křížové výpravě na Kypru vzniklo Kyperské království, jehož prvním panovníkem se stal bývalý král jeruzalémský Guy de Lusignan a celá další existence tohoto státu byla svázána s rodem Lusignanů. Ve 13. století Kypr utvořil s Jeruzalémským královstvím unii, když se titulárním jeruzalémským králem stal kyperský král Hugo III.

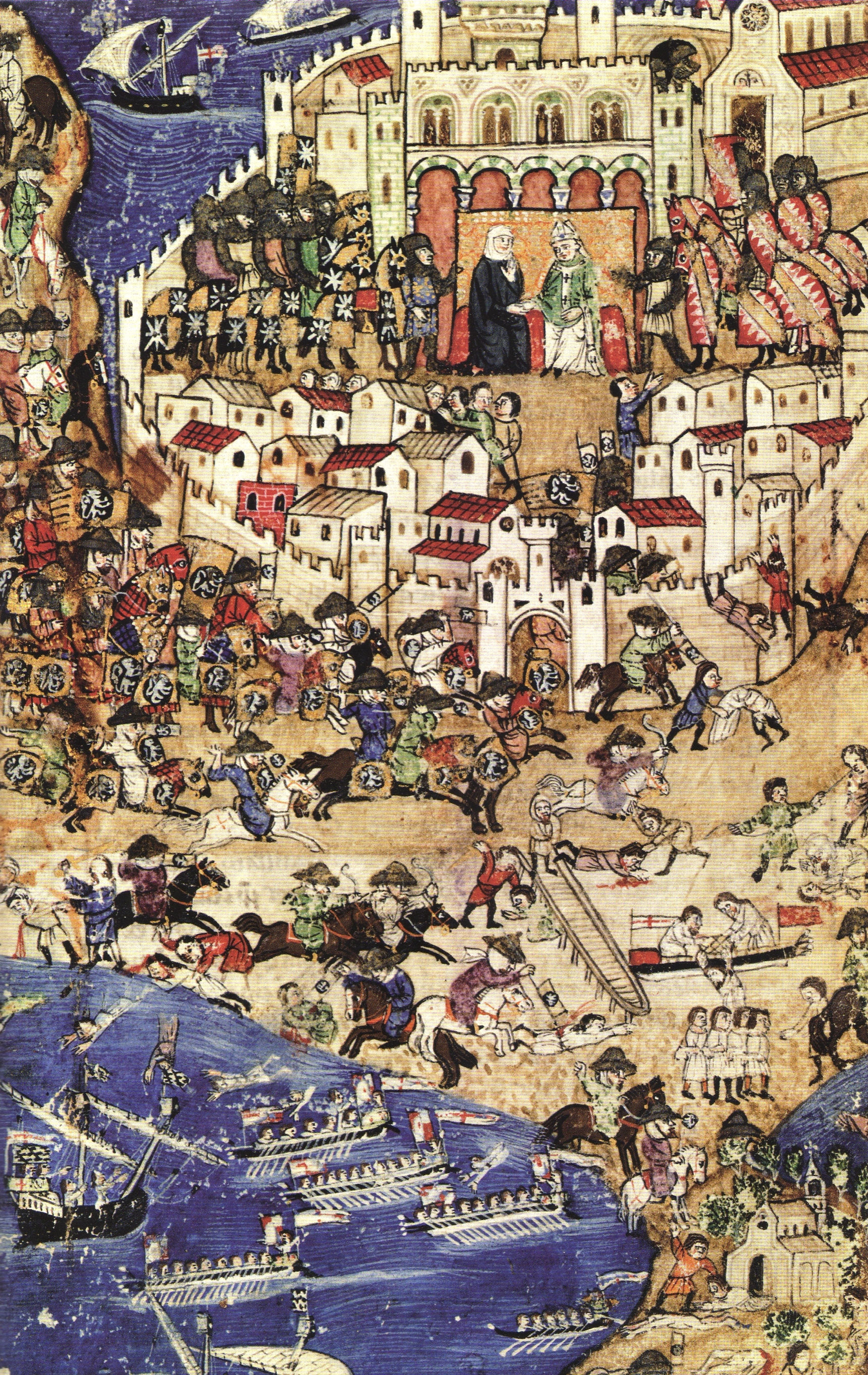
Dobytí Tripolisu roku 1289
(Ms Add 27695 Fol. 5)

Po čtvrté křížové výpravě a dobytí Byzance vznikly v Řecku další čtyři křižácké státy: Latinské císařství a na něm formálně závislé Achajské knížectví, Athénské vévodství a Soluňské království. Další území, především ostrovy, pro sebe dobyli Benátčané a johanité, kteří se po pádu levantských držav usadili na Rhodu. Na Kykladských ostrovech benátský dobrodruh Marco Sanudo založil Vévodství Naxos. Rovněž Janované se pokusili získat křižácké državy, když janovský admirál a kaper Enrico Pescatore obsadil Krétu. Po několika letech byl z ostrova vytlačen Benátčany, takže Janovská republika žádná území nezískala. Křižáci v Řecku vybudovali podobné feudální vztahy, jako sto let před nimi křižáci v Palestině. V Řecku se houfně usazovali západní rytíři, kteří toužili získat půdu.
Křižácké státy v Palestině zanikly koncem 13. století. Roku 1268 byla mamlúky dobyta a zničena Antiochie, v roce 1271 se Bajbars zmocnil křižáckého hradu Krak des Chevaliers a od té doby postupně likvidoval poslední zbytky křižáckých držav. Roku 1289 byl dobyt a vypleněn Tripolis a 18. května 1291 padl po obléhání Akkon s posledními zbytky křižáckých držav. Křesťané, kterým se nepodařilo uniknout, byli vyvražděni či prodáni do otroctví. Přístavní města byla zbořena a nová centra byla později postavena dál od moře, aby nemohla sloužit jako základna pro další křesťanskou ofenzívu. Po pádu Akkonu latinské državy přetrvaly pouze na Kypru a v Řecku.
Zatímco v Levantě křižácké státy, s výjimkou Edesského hrabství, zanikly takřka najednou, v Řecku zanikaly po dobu tří set let. Prvním státem, který podlehl nepřátelům, bylo Soluňské království, které roku 1225, po dvaceti letech od založení, dobyl epirský despota Michael Komnenos Dukas. Latinské císařství bylo od počátku hospodářsky i vojensky slabé a roku 1261 nikájský císař Michael VIII. Palaiologos dobyl nazpět Konstantinopol. Poslední dva křižácké státy na řecké pevnině, Achajské knížectví a Athénské vévodství, byzantskému protiútoku odolávaly dalších dvě stě let, kdy Achajské knížectví bylo Morejským despotátem dobyto roku 1432 a Athény až roku 1453 obsadil osmanský sultán Mehmed II.
Ostrovní státy měly silnější vazby na evropské námořní mocnosti, zejména Benátky, a proto útokům dokázaly mnohem úspěšněji čelit. Kyperské království bylo od roku 1426 přinuceno platit egyptským mamlúkům výpalné, až roku 1489 královna Caterina Cornaro ostrov prodala Benátčanům, kteří ho udrželi až do roku 1571. Vévodství Naxos se kvůli růstu moci Osmanské říše v Egejském moři dostalo pod osmanský vliv a sultán Selim II. roku 1579 většinu Kyklad obsadil. Některé ostrovy nicméně ještě nějakou dobu ubránili místní šlechtici z rodu Gozzadini a Benátská republika ztratila několik egejských ostrovů a řeckých přístavů až v letech 1714–1718.

## Rytířské řády

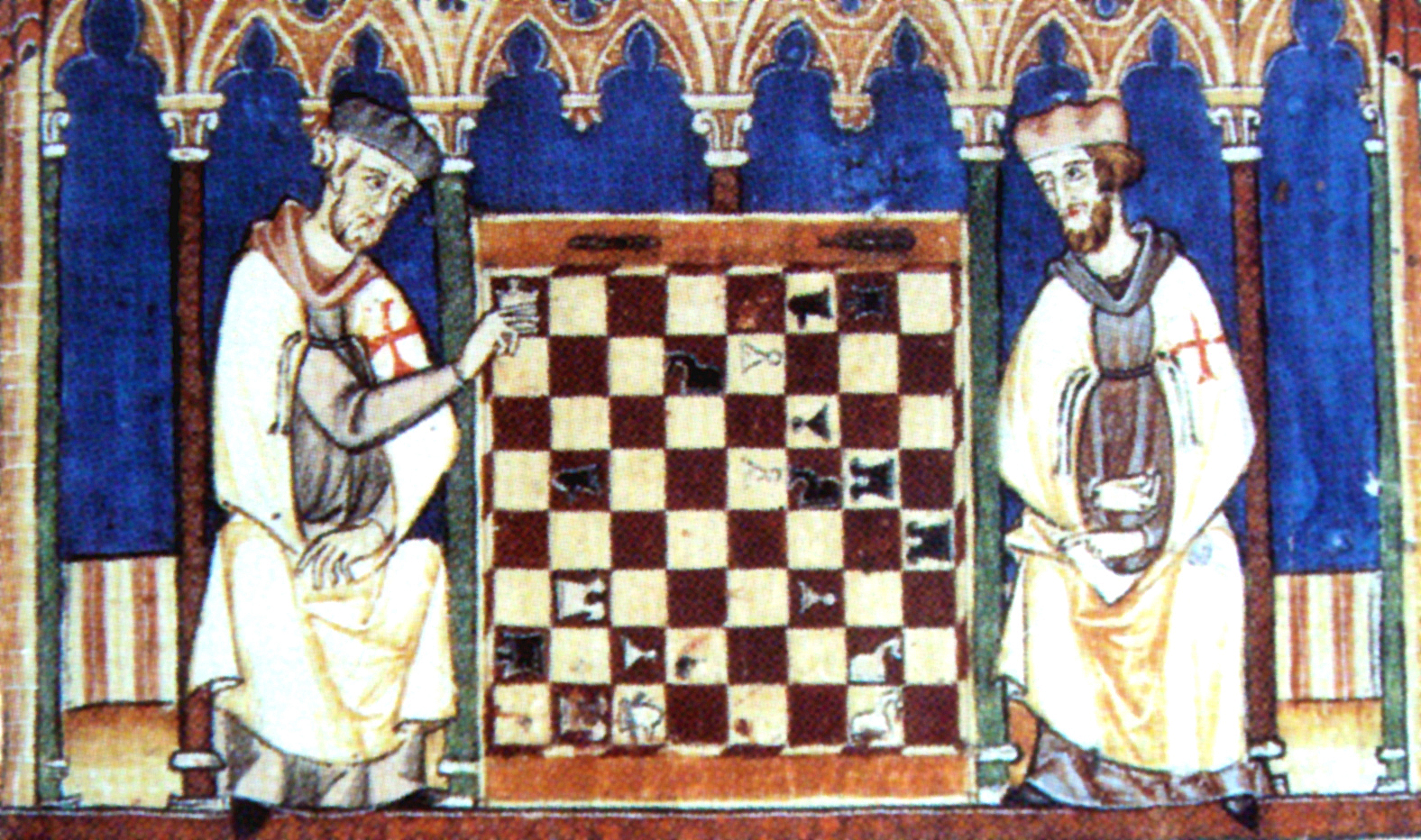
Templářští rytíři hrající šachy, Libro de los juegos, 1283

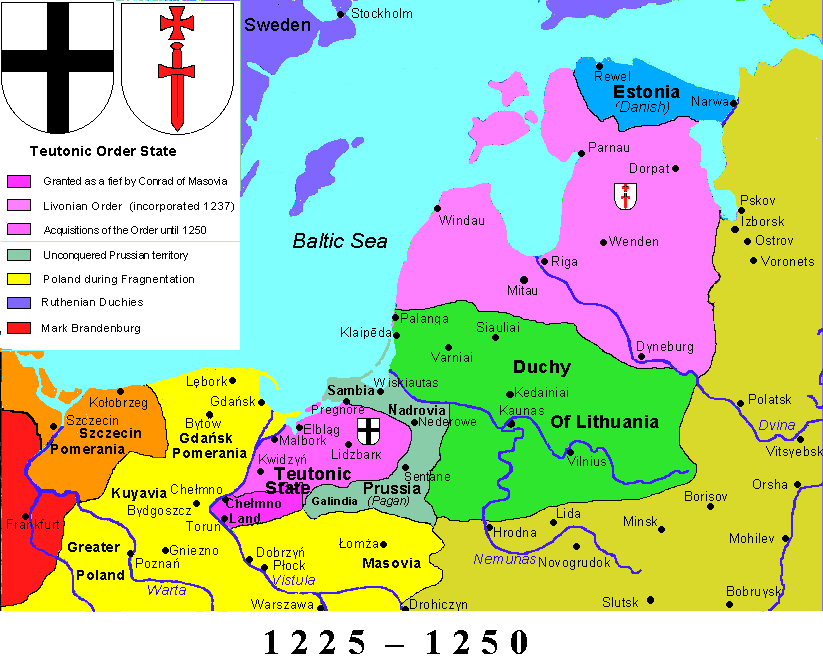
Prusy a Livonsko dobyté křižáky na počátku 13. století.
Mapa zobrazuje území ovládané Řádem německých rytířů a Řádem mečových bratří.

Křížové výpravy podstatně přispěly ke vzniku rytířských řádů, které v sobě spojovaly vojenský charakter se snahou o nápodobu klášterního života.
Jako první byl v Jeruzalémě založen řád johanitů (později známý jako řád maltézských rytířů). Toto uskupení původně řádem nebylo a existovalo v Jeruzalémě již před první křížovou výpravou jen jako bratrstvo, takže muslimští vládcové tuto křesťanskou organizaci tolerovali. Původním posláním bratrstva před první křížovou výpravou byla špitální péče o křesťanské poutníky putujících do Palestiny. Po dobytí Jeruzaléma Godefroi z Bouillonu začal bratrstvo podporovat, to tak mohlo sílit co do majetku a vlivu. Původně špitální bratrstvo bylo uznáno jako církevní řád. Stal se řádem vojenským. Johanité si i nadále zachovávali svou původní náplň, ale jako řád vojenský a rytířský získali nové povinnosti jako byla ochrana poutníků a obrana Kristova hrobu (a křesťanského království).
Řád templářů byl organizací od počátku ryze vojenského charakteru. Založil ho roku 1119 chudý rytíř Hugues de Payens spolu se sedmi druhy na ochranu poutníků, kteří přicházeli do Svaté země. Často se dostávali do konfliktu s konkurenčním řádem johanitů, který měl podobné povinnosti a privilegia. Řád neměl charitativní povahu, avšak jednou za čas obdarovával chudé almužnou. Templářský řád navíc umožňoval, aby si šlechta uschovávala peníze a cenné předměty v templářských domech, což u řádu zapříčinilo vytvoření rozsáhlé bankovní sítě. Peníze bylo možné si v řádovém domě uložit a poté si je vyzvednout ve Svaté zemi, což bylo praktické a výhodné, neboť šlechtici mohli být o svůj majetek připraveni bandity během svého putování. Proto postupem času získávali templáři majetek a moc a v polovině 12. století tvořili asi třetinu všech rytířů v Jeruzalémském království. V době, kdy poslední křižácké državy již byly v rozkladu, disponovaly rytířské řády jako jediné ukázněnou armádou, která bránila křižácká města před muslimy. Byli to templáři, kteří hájili citadelu v Akkonu a Sidónu i poslední pevnost Ruád před přístavním městem Tortosa, která byla dobyta až roku 1303.

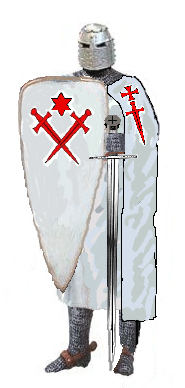
Rytíř Řádu mečových bratří z Pobaltí

Templáři a johanité byly natolik úspěšní, že se rozšířili téměř po celé západní Evropě včetně českého království. Jejich privilegia daná papežem z nich činila nezávislé subjekty, staly se z nich mezinárodní organizace. Papež byl jejich jedinou autoritou a do politiky řádů zasahoval jen výjimečně a v krajních případech. Velmistři řádů si počínali jako samostatní vládcové a těšili se knížecích titulů. Rytířské řády měli volné pole působnosti a světští panovníci ani duchovní nemohli do působení řádů zasahovat, což zapříčinilo mnohé konflikty nejen se světskými panovníky, ale i s papežským stolcem. To byl také jeden z důvodů proč začala popularita rytířských řádů klesat. Vše vyvrcholilo nařčením templářského řádu z kacířství a jejich následným zrušením.
Ostatní rytířské řády neměly stejná privilegia jako templáři nebo johanité, takže se jen stěží prosazovali a jejich úspěchy byly spíše dílčího charakteru. Řád lazariánů neboli Řád sv. Lazara působil již jako bratrstvo v Jeruzalémě společně s johanitským bratrstvem, se kterým se sdružoval do koalice. Řád spravoval lazarit pro malomocné. Stal se vojenským řádem, neboť pod sebou začal sdružoval nejen leprou nakažené křižáky, ale i templáře a johanity kteří malomocenstvím onemocněli. Dalšími řády byly Řád rytířů z Montjoie (sdružoval křižáky z Pyrenejského poloostrova, ale nebyl úspěšný) a Řád rytířů sv. Tomáše z Akry (v Akře, poté, co město bylo dobyto Richardem Lví Srdce, sdružoval anglicky hovořící, zejména křižáky kteří přišli do Svaté země s Richardem, ale také se nedokázali významněji prosadit).
Po johanitech a templářích se třetím nejsilnějším řádem stal až Řád německých rytířů. Řehole řádu byla odvozena od templářů i johanitů. Byl založen ve Svaté zemi jako reakce na silný příliv křižáků z německých zemí. Křižácké státy byly obydlené převážně Franky, německy hovořící křižáci se ve Svaté zemi špatně dorozumívali a neradi vstupovali k frankofonním templářům nebo johanitům. Raději vstupovali do německého uskupení, které původně působilo jen jako polní lazaret řádu johanitů. Ti se roku 1190 osamostatnili a roku 1196 byli papežem uznáni jako samostatný řád, takže začali fungovat také jako prostředníci mezi Jeruzalémským královstvím a římsko-německými císaři. Řád získal stejná privilegia jako měli templáři a johanité, takže se velice brzy stali významnou silou. Ve Svaté zemi vlastnili několik hradů a v Akkonu měli jednu citadelu, ovšem víc se v Levantě uchytit nedokázal, neboť většina půdy a majetku byla již rozebrána mezi řády templářů a johanitů. Proto Řád německých rytířů se začal významně angažovat také v Evropě, kde východní hranice křesťanských států byly ohrožovány pohany a tzv. schizmatiky (pravoslavnými). Templáři a johanité se v evropských bojích výjimečně také účastnili, ale jejich poslání se silně vztahovalo hlavně na obraně Svaté země. Po její ztrátě přesunuli templáři své sídlo na Kypr a později do Francie, kde začali hromadit majetek údajně pro financování další křížové výpravy. Johanité přesunuli hlavní pole působnosti do Středomoří (patrně s vidinou, že se do Svaté země znovu vrátí), hlavním sídlem se stal ostrov Rhodos a později Malta (od té doby začali být označováni jako maltézští rytíři).

## Výpravy proti Osmanům v pozdním středověku
Poté, kdy Osmané pronikli na Balkán, začalo si křesťanstvo uvědomovat hrozbu Osmanské říše, a proto začali plánovat a projektovat výpravy na záchranu křesťanství – ať už skomírající Byzance a kulturního střediska Konstantinopole nebo rytířských řádů na Kypru a v oblasti Egejského moře.

### Osmané v Evropě
Expanze Osmanů do Evropy začala roku 1354 dobytím Gallipoli. Roku 1361 dobyl Adrianopol Murad I., přejmenoval ji na Edirne a učinil z ní sídlo říše Osmanů.

### Papežské projekty v 15. století
Projekt Evžena IV. (z let 1444–1445): Na jihovýchodě Osmanské říše povstal vládce Karamanu Ibrahim bej, což přinutilo osmanského vládce Murada II. k tažení právě do této oblasti. Této situace chtěl využít papež tak, že by zablokoval Dardanely loďstvem, čímž by znemožnil pohyb osmanského vojska – poté by stačilo zahájit operace v Evropě se svými spojenci, osmanskými sousedními panovníky (byzantským Konstantinem XI. Palaiologem, albánským Skanderbegem, srbským Jiřím Brankovićem, především však uherským Janem Hunyadim a poté polským a uherským králem Vladislavem – papež měl i další spojence: Benátské loďstvo a Burgunďany). Papež jmenoval dva legáty: pro pozemní síly Giuliana Cesariniho a pro loďstvo svého synovce Francesca Condulmaria. Druhý zmiňovaný měl vést blokádu Dardanel.
Murad II. zlomil odpor Ibrahima beje dříve, než se předpokládalo a tak se vydal se svou armádou zpět do Evropy, kam dorazil ještě dříve, než Condulmario stačil Dardanely zablokovat. Pozemní síly vedené Cesarinim poté rozdrtil u Varny. Po této porážce se pokusil Condulmario o další výpravu v roce 1445, ta však byla příliš zdlouhavá, a proto se raději stáhl z osmanského území před přicházející zimou.

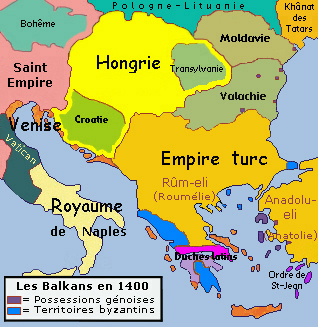
Balkán a okolí v roce 1400 AD

Projekt Kalixta III. (z let 1455–1458): Roku 1453 dobyli Osmané Konstantinopol. Osmané tak mohli přecházet mezi částmi říše nejen přes Dardanely, ale i přes Bospor. Papež roku 1455 jmenoval legátem Lodovica Trevisana a svěřil mu papežské loďstvo. Trevisano měl za úkol napadnout asijskou část Osmanské říše z ostrova Rhodos. Na evropské pevnině operovali Jan Hunyadi a kardinál Juan Carvajal. Trevisano však nedokázal donutit svými útoky, aby Osmané přesunuli část svého vojska do Anatolie. Papež Kalixt III. zemřel roku 1458 a tím skončily i tyto snahy rozdělit osmanské vojsko.
Projekt Pia II. (z let 1463–1464): Roku 1463 se papež rozhodl postavit se do čela výpravy proti Osmanům. Počítal přitom s pomocí spojenců na evropské pevnině. Uherský král Matyáš Korvín měl zaútočit ze severu na Osmanskou říši, kde tehdy vládl sultán Mehmed II., a to buď přes dunajskou nížinu nebo přes Niš. Na západě měl zaútočit albánský vládce Skanderbeg. Papež měl poté zaútočit z jihu – z Peloponésu – se svými spojenci z Burgundska a s dalšími evropskými křižáky. S nimi se měl setkat v Anconě a vyplout na Peloponés. Papežské a benátské loďstvo poté mělo operovat v Egejském moři. Roku 1464 však Pius II. skonal v Anconě a tento plán se tedy nemohl uskutečnit.

## Na evropském kontinentě

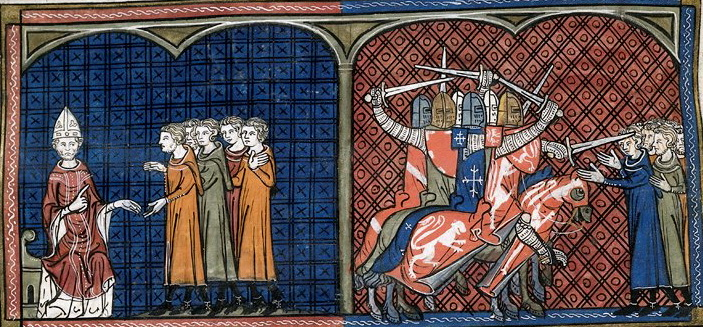
Papež Inocent III. exkomunikuje katary z jižní Francie (vlevo), Masakr katarů křižáky

Křížové výpravy na evropském kontinentě byly dvojí povahy. Jednak to byly tažení proti pohanům, a jednak proti křesťanským kacířům, kam patří i křížové výpravy proti „neposlušným“ panovníkům.

### Proti pohanům – severní křížové výpravy

#### Venedská křížová výprava
Výpravy proti pohanům žijícím u Baltského moře se poprvé účastnili rytíři, kteří odmítli táhnout s druhou křížovou výpravou do Svaté země a raději v polovině 12. století uspořádali tažení proti polabským Slovanům a do Pomořan. Proti slovanským Obodritům se roku 1147 uskutečnila křížová výprava pod vedením saského vévody Jindřicha Lva a Knuta V. Dánského.

#### Livonská a pruská křížová výprava
Křížové výpravy proti pohanům v Pobaltí na počátku 13. století měly trvalý efekt, neboť křižáci dobytá území konsolidovali, když ho dokázali osídlit, christianizovat a částečně germanizovat. V těchto válkách se angažoval především Řád německých rytířů, který v Pobaltí založil vlastní řádový stát. Řád německých rytířů vedl od roku 1226 války proti Prusům, které se snažil násilně christianizovat. Křížových výprav proti pohanským Prusům a Litevcům se zúčastnili také čeští panovníci Přemysl Otakar II. (ten zde zakládá r. 1256 město Královec) a Jan Lucemburský.

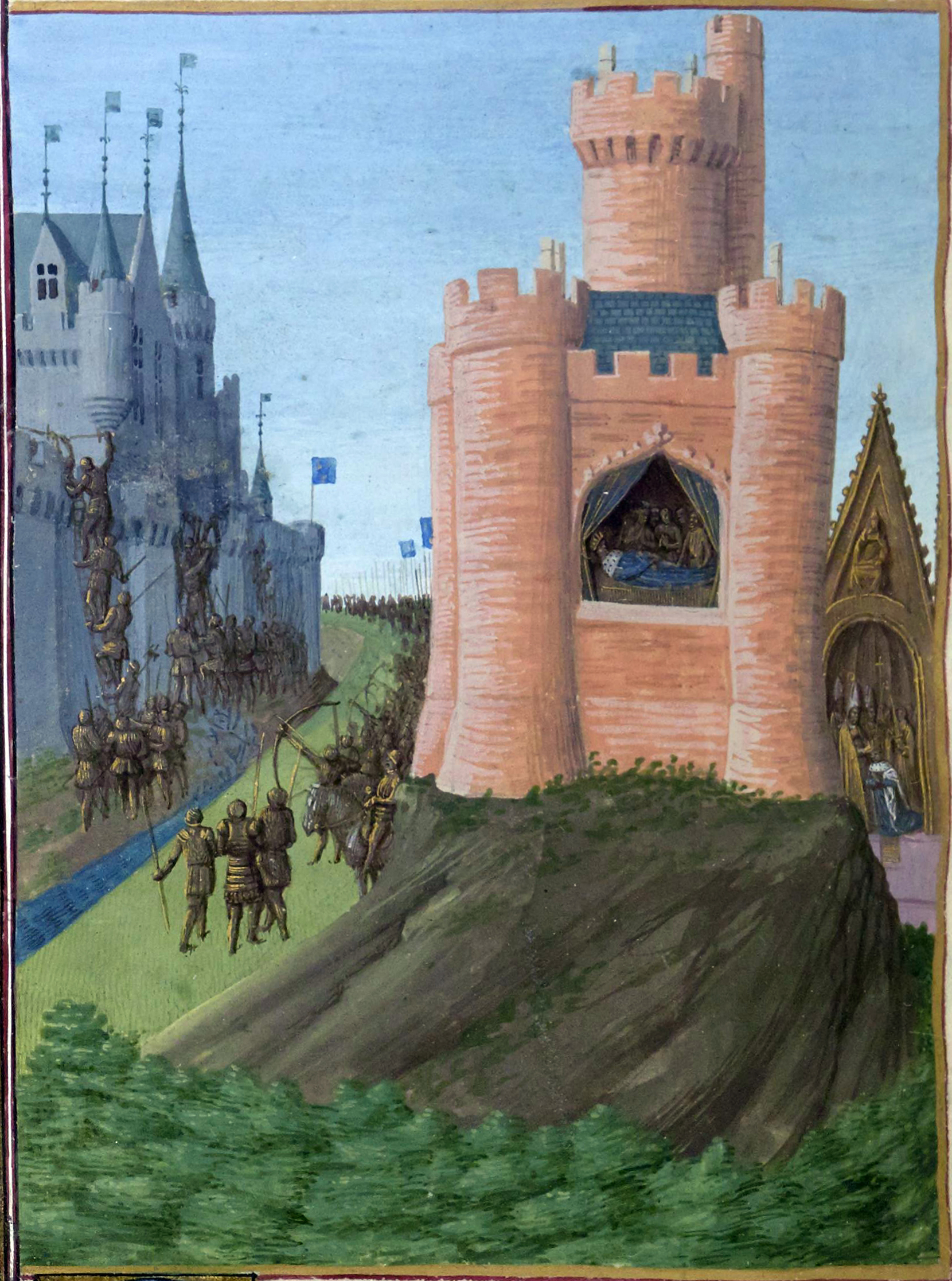
Francouzský král Ludvík VIII. obléhá Avignon
(miniatura Jeana Fouqueta, 1455–1460)

Stranou křížových výprav nezůstali ani skandinávští vládci. Velká vzdálenost jim ztěžovala účast na křížových výpravách na Blízký východ. Přesto byli Švédové a Norové horlivými křižáky (král Sigurd I. byl prvním evropským panovníkem, který navštívil Jeruzalém).

#### Švédské křížové výpravy
Švédové již na počátku 12. století podnikli první z celkem tří křížových výprav do Finska, které měly za následek christianizaci Finů, švédskou kolonizaci Finska i vymezení sféry vlivu mezi katolickým Švédskem a pravoslavným novgorodským státem.

### Proti kacířům

#### Albigenská křížová výprava
První křížovou výpravou vyhlášenou proti evropským kacířům byla Albigenská křížová výprava. Trvala dvacet let (1209–1229) a jejím cílem bylo vymýtit katarskou herezi v jižní Francii. Za oběť jí padlo 200 000 až 1 000 000 lidí.

#### Bosenská křížová výprava
V letech 1235–1241 se odehrála bosenská křížová výprava pořádaná Uherskem proti Bosenskému banátu. Vedl ji Koloman Haličský. Křižáci se však nedostali dál, než jen do pohraničí. Tou dobou čelilo Uhersko vpádu tatarů. Záminkou k pořádání výpravy bylo hnutí bogomilů, z nichž někteří padli za oběť při násilnostech.

#### Aragonská křížová výprava

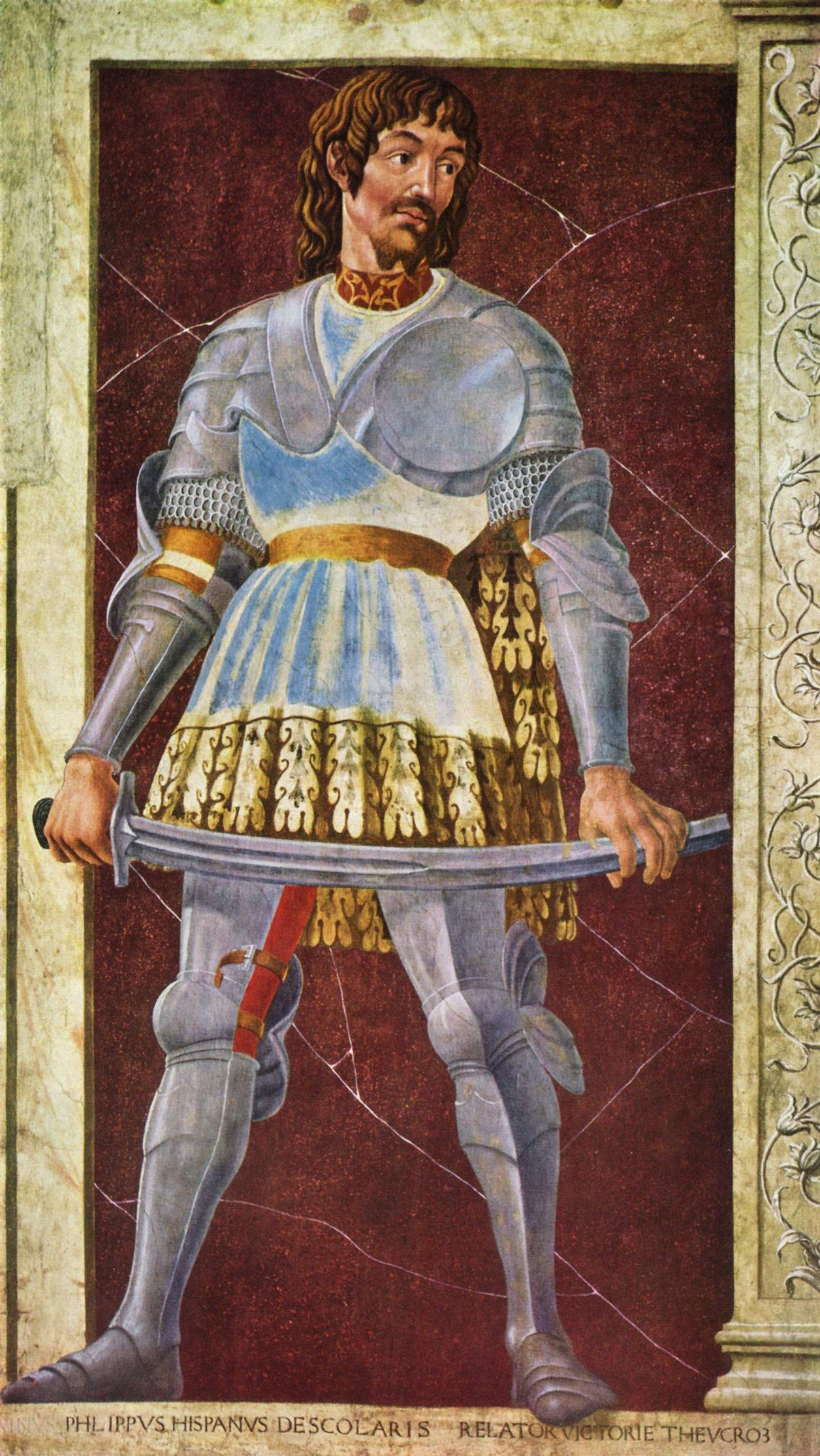
Italský válečník Pippo z Ozory bojoval ve službách císaře Zikmunda proti Turkům i proti husitům

V letech 1284–1285 se odehrála Aragonská křížová výprava. Papež Martin IV. ji vyhlásil proti exkomunikovanému aragonskému králi Petrovi III. Křížová výprava byla jen součástí vleklé války zvané sicilské nešpory. Papež udělil Petrem dobytou Sicílii v léno Karlovi z Anjou, a ten vytáhl proti Petrovi s francouzským vojskem. Francouzi však byli poraženi a Sicílie zůstala pod vládou aragonských králů.

#### Čtyři křížové výpravy proti husitům

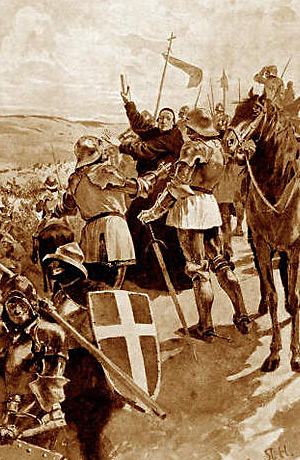
Papežský legát Jindřich Beaufort se snaží zastavit prchající křižáky po bitvě u Tachova

Posledními kruciátami byly čtyři křížové výpravy proti husitům. První křížová výprava proti kališnickým Čechům byla
svolána roku 1420 papežem Martinem V. Tažení bylo veřejně vyhlášeno 17. března 1420 ve Vratislavi a velení se chopil římsko-německý císař Zikmund Lucemburský. V dubnu se 30 000 křižáků shromáždilo ve slezské Svídnici a poté vstoupilo do Čech. Křižáci 3. května obsadili Hradec Králové a 7. května získali Pražský hrad. Pražané však odmítli kapitulovat a povolali na pomoc venkovské husity pod vedením Jana Žižky, který 20. května dorazil do Prahy. V červnu křižáci zahájili útoky na opevněné pozice husitů na Vítkově, jejich výpady však byly vždy odraženy. 19. července vypukl v táboře křižáků požár a křížová výprava se rozpadla.
Po neúspěchu první výpravy němečtí kurfiřti svolali do Chebu na 23. srpna druhou křížovou výpravu proti husitům a 28. srpna 1421 vstoupili křižáci do Čech. První vlně velel falckrabě Ludvík, který dobyl hrad Mašťov a u Kadaně se spojil s druhou křižáckou vlnou vedenou arcibiskupy z Kolína nad Rýnem a Trevíru. Křižáci dobyli Kadaň a poté část výpravy obsadila i Chomutov. Hlavní voj táhl na Žatec, který byl obležen 10. září 1421. Žatec vzdoroval a mezi křižáky se začaly množit spory a docházet zásoby. Nakonec vypukl v ležení požár a zvěsti o postupu husitských vojsk na pomoc Žatci vyvolaly paniku, takže se 2. října křižáci rozutekli.
29. června 1427 se v Norimberku shromáždila vojska německých šlechticů, aby vyrazila na třetí křížovou výpravu do českých zemí. Vrchním velitelem přibližně 25 000 ozbrojenců byl zvolen trevírský biskup Ota, který 23. července oblehl Stříbro. Husitští předáci se dohodli, že Stříbru pomohou a husité se začali shromažďovat v Praze. Celkem se sešlo až 15 000 pěšců, 1500 jezdců a 200 vozů. V druhé půli července se husité dali na pochod ke Stříbru a křižáci jim počátkem srpna vyslali naproti 3000 jezdců, kteří se však neodvážili husity napadnout. Tato zbabělost vyvolala strach ze síly nepřítele, takže se křižácké vojsko místo bitvy dalo v panice na útěk.
20. června 1431 byla svolána další mnohonárodnostní výprava proti kališníkům, jejímž velením byl pověřen markrabě Fridrich Braniborský. 1. srpna překročili křižáci české hranice směrem na Tachov. Původně měla být napadena Plzeň, cílem se však nakonec staly Domažlice, jimž husité 14. srpna vyrazili na pomoc. Fridrich dal části křižáků povel k přesunu ke Kdyni, kde měla být vybudována vozová hradba, zatímco saská část výpravy měla zůstat na místě. Papežský legát Giuliano Cesarini vyslal italskou jízdu, aby chránila ustupujícího Fridricha. Cesty však byly úzké, mezi křižáky propukl zmatek, což způsobilo zdržení a husité dorazili na bojiště dříve, než se křižáci stačili zformovat k bitvě. Křižáci včetně vůdců a kardinála Cesariniho začali utíkat a vojsko se rozpadlo. Prchající před pronásledováním ochránila vozová hradba bráněná italskými žoldnéři, která husity na čas zadržela. Většina křižáků si tak zachránila holý život, ale husitům padla do rukou velká část vojenského materiálu.

#### Křížová výprava proti Jiřímu z Poděbrad
Roku 1462 papež Pius II. zrušil Basilejská kompaktáta a uvrhl Jiřího z Poděbrad do klatby. 23. prosince 1466 vyhlásil papež Pavel II. zrušení nároku Jiřího z Poděbrad na český trůn, kterého označil za husitského kacíře a vyhlásil proti kališníkům v Čechách novou křížovou výpravu. Na jaře roku 1468 vtrhl v čele křižáckých vojsk do českých zemí uherský král Matyáš Korvín, který soupeřil s Jiřím o český trůn. Matyáš Korvín byl 22. července 1469 vojskem Jiřího z Poděbrad obklíčen u Vilémova. Matyáš byl z obklíčení propuštěn na základě slibu, že už nebude nadále usilovat o českou korunu, tento slib ovšem později nedodržel. Vzájemné potyčky mezi oběma panovníky trvaly až do smrti Jiřího z Poděbrad 22. března roku 1471.

## Důsledky a hodnocení

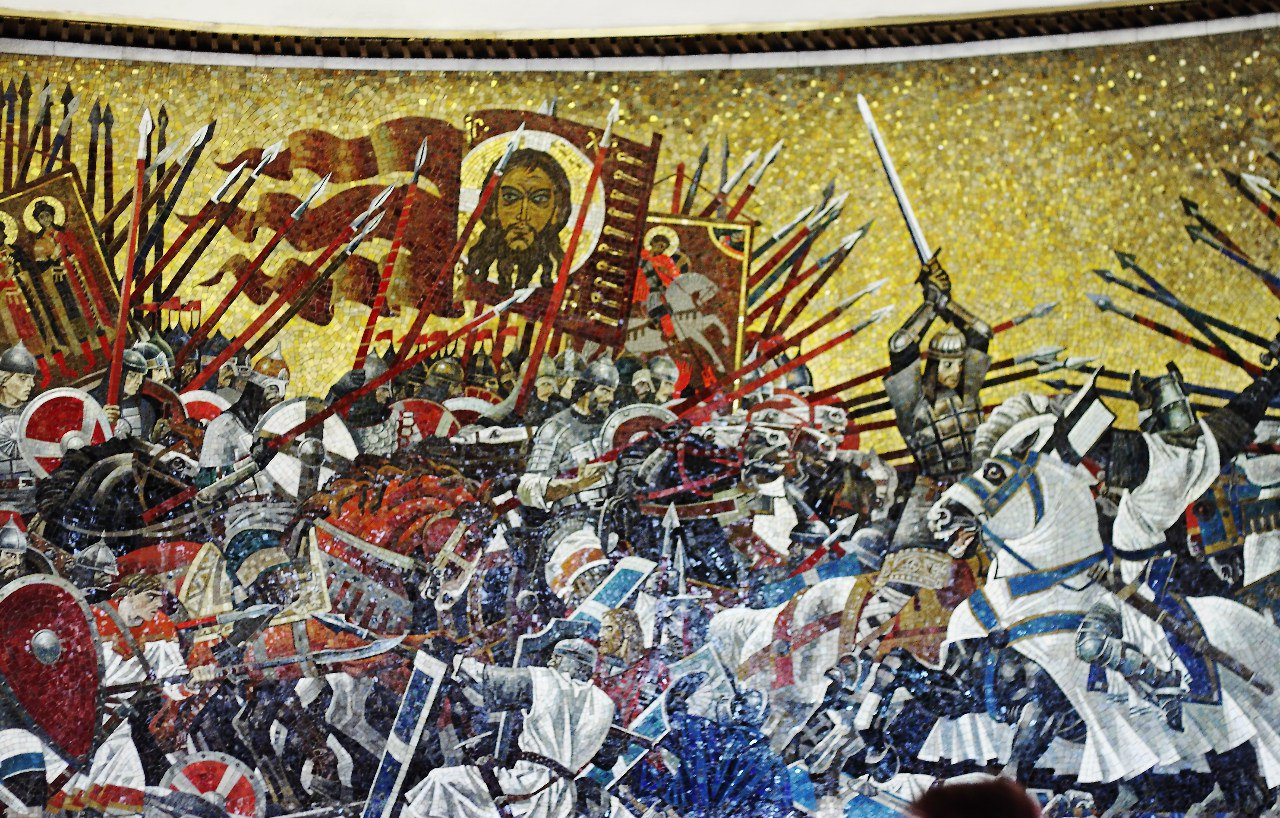
Ruský kníže Alexandr Něvský poráží v bitvě na Čudském jezeře v dubnu 1242 Řád německých rytířů

Hodnocení křížových výprav do Svaté země jsou velmi rozporuplná. Starší historiografie zdůrazňuje jejich přínos pro vzájemnou kulturní výměnu mezi západní křesťanskou civilizací a arabským světem. Soudobé historické bádání je často výrazně skeptičtější a připouští, že důsledky křížových tažení do Svaté země pro evropskou společnost byly spíše negativní.

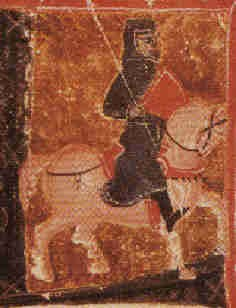
Rytíř-trubadúr Bertran de Born
(Bibliothèque Nationale Française)

Středověká společnost ve 12. století věřila církevní propagandě a na křížové výpravy do Svaté země pohlížela se sympatiemi. Zejména s rozvojem renesance, humanismu a osvícenství se objevila kritika výprav jako projevů středověkého náboženského fanatismu a teokracie. V 19. století s jeho nacionalismem a kolonialismem došlo k romantické představě o křižácích jako předchůdcích koloniální expanze. V tehdejším pojetí křížových výprav se také odrážely tehdejší nacionalistické spory. V současnosti již diskuse o podílech jednotlivých národů na křížových výpravách ustoupily a zkoumá se ideologie a cíle křížových výprav. Zformoval se i vyhraněně kritický pohled na křížové výpravy z hlediska marxistů a po druhé světové válce také muslimů.
Křížové výpravy do Svaté země značně prohloubily propast mezi západními a východními křesťany. Byzantinci křížové výpravy nevzali za své, válku považovali za barbarskou. Nepřátelství mezi ortodoxními Byzantinci a západními katolíky vyvrcholilo dobytím a vypleněním Konstantinopole v roce 1204. Papež účastníky této akce odsoudil, vzniklý konflikt ale uhašen nebyl. Prohloubily se také rozpory mezi křižáky z různých zemí a jejich veliteli, například mezi Němci a Francouzi nebo mezi panovníky Filipem II. Augustem a Richardem I. Lví srdce. Uskutečnění křížových výprav na druhé straně umožnilo zformování nových a velmi významných ekonomických vazeb mezi Západem a Orientem, zabezpečovaných především italskými městy. Ta bohatla z pronájmu lodí a půjček křižákům a získala převahu ve Středomoří. Obchod v levantských městech, který přetrval i po skončení výprav, však pro ně nebyl tak důležitý jako vazba na Egypt a Byzanc.

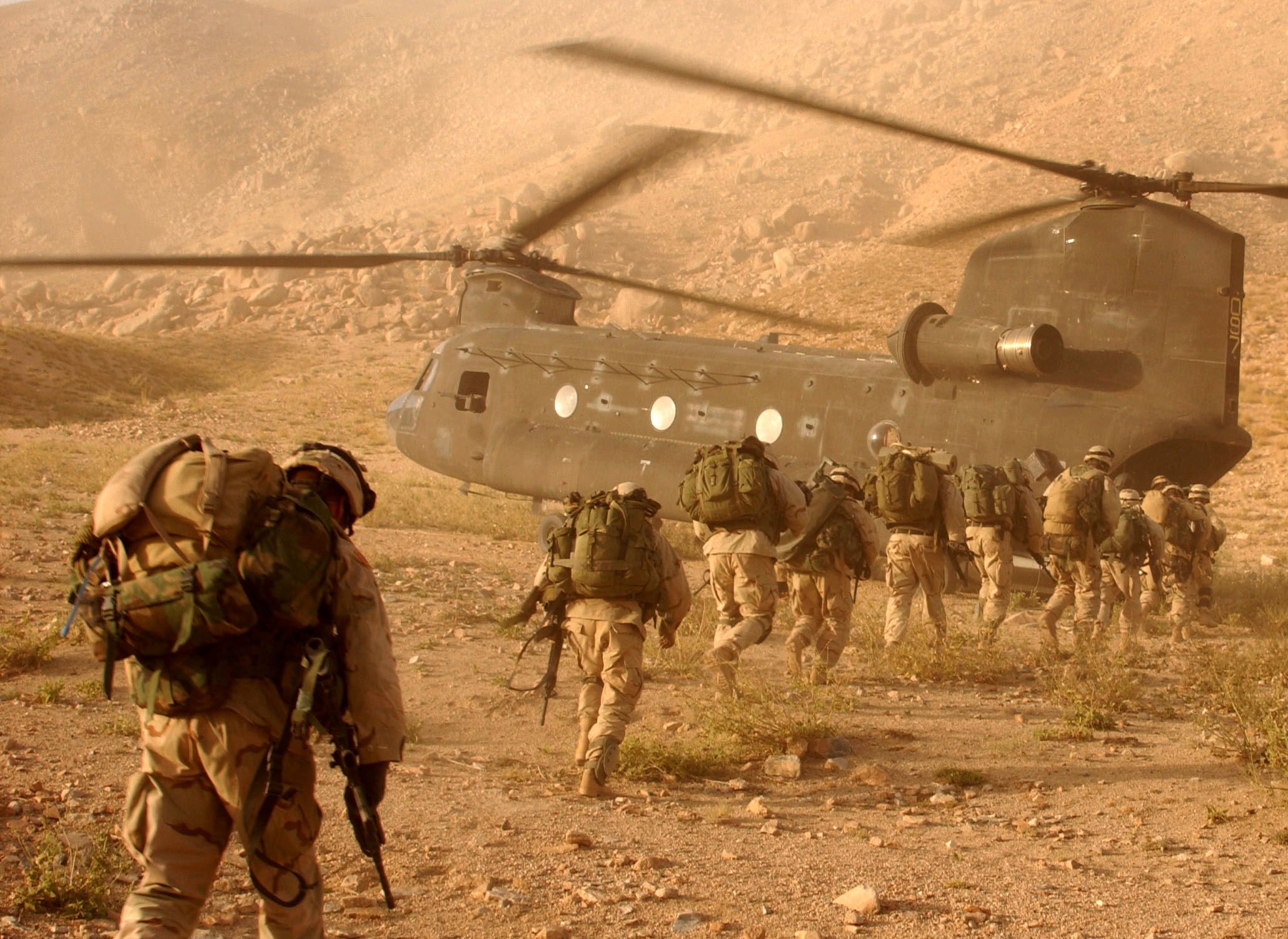
Válka proti terorismu, někdy označována jako „desátá křížová výprava“

Přestože většina kulturní výměny mezi arabským a křesťanským světem probíhala v době reconquisty na Pyrenejském poloostrově, dostaly se některé plodiny do Evropy prostřednictvím křesťanů na Předním východě. Byla to například cukrová třtina a poznatky o výrobě cukru, látek i skla. Křižáci se seznámili s mnoha vymoženostmi životního stylu Východu, ale osvojili si je většinou jen ti, kteří se na Východě usadili. V Evropě se výdobytky orientální kultury přejímaly především prostřednictvím Byzance, Sicílie a Pyrenejského poloostrova. Přesto však měly výpravy křižáků v domácím prostředí zaznamenatelný sociální dopad, často je v této souvislosti zmiňován rozvoj dvorské kultury, v literatuře např. rytířské poezie (francouzské chansons de geste ad.). Křižácká ideologie nezanikla dobytím Jeruzaléma ani pádem Akkonu roku 1291 a křižácké hnutí nebylo formálně nikdy ukončeno. Z hlediska blízkovýchodní muslimské civilizace po sobě křižáci nezanechali trvalé stopy a byli jen „epizodou na okraji dějin“.
Podle tvrzení, že současná Velká Británie a Spojené státy americké touží získat moc nad zeměmi Blízkého východu, bývá někdy jejich tažení označováno jako „desátá křížová výprava“. Ta prý začala roku 1983, kdy americký prezident Ronald Reagan vyslal jednotky do Libanonu na podporu izraelské armády, která tam provedla invazi. Rovněž se někdy jako „desátá křížová výprava“ označuje válka proti terorismu prezidenta USA George W. Bushe. Američané a jejich spojenci bojující v Iráku a Afghánistánu pak často bývají islámskými radikály označováni za „křižáky“. Západ a především údajné spojenectví sionistů a křižáků podle Usámy bin Ládina a dalších muslimů vede křižácké tažení proti islámu.